# Heinrich Göbel

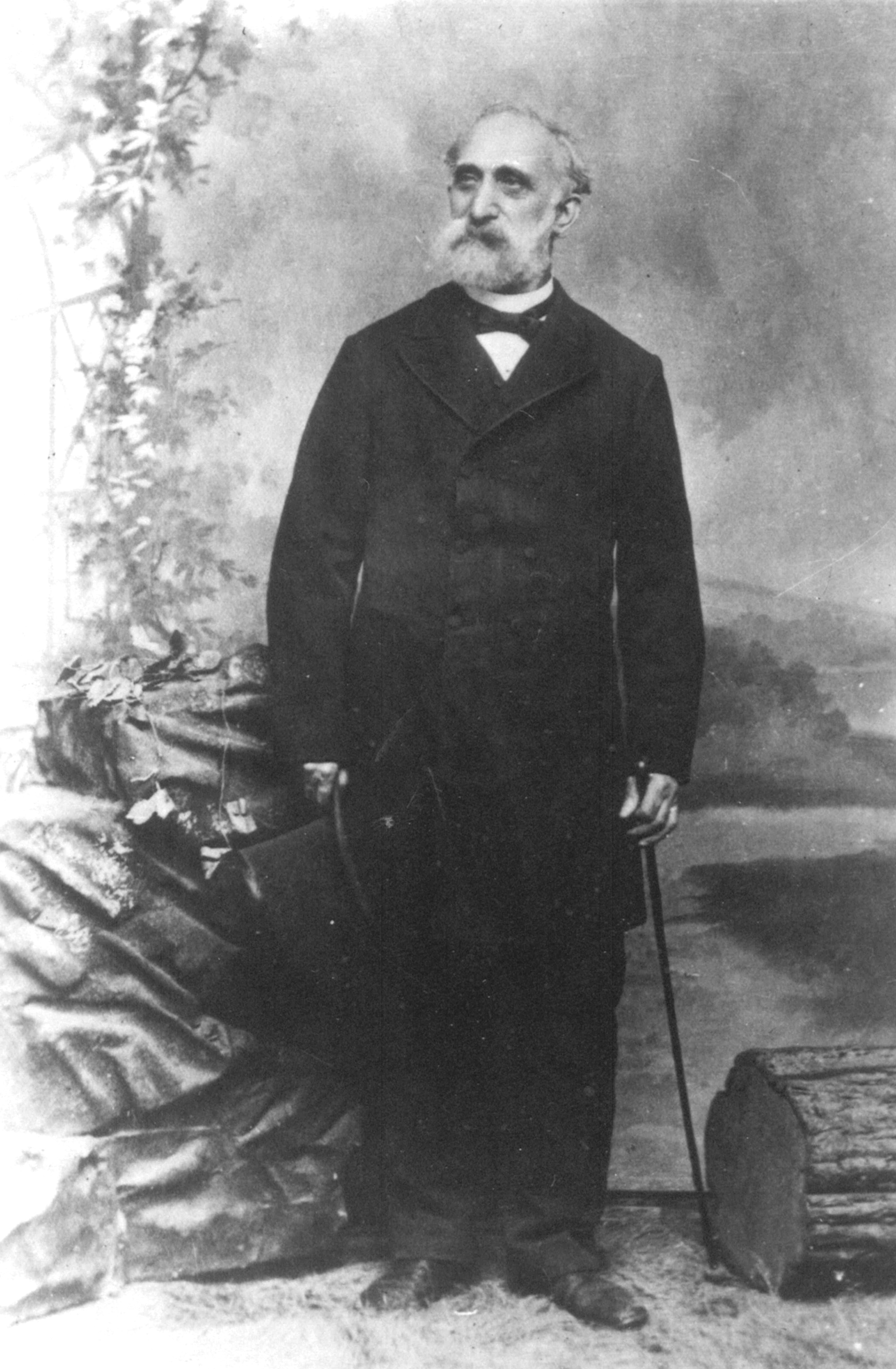
Heinrich Göbel, Fotografie aus New York

Johann Heinrich Christoph Conrad Göbel (* 20. April 1818 in Springe, Königreich Hannover; † 4. Dezember 1893 in New York; nach 1849 auch als Henry Goebel bekannt) war ein deutscher Feinmechaniker und Erfinder, der 1848 in die USA auswanderte und 1865 US-Staatsbürger wurde.
Göbel wurde 1893 in den USA und Europa durch Zeitungsberichte über seine Behauptung bekannt, er habe bereits in den 1850er-Jahren die ersten Glühlampen mit hochohmigem Kohleglühfaden (Kohlenfadenlampen) hergestellt und genutzt, ohne jedoch ein diesbezügliches Patent anzumelden. Das Patent für diesen Lampentyp wurde 1880 Thomas Alva Edison erteilt.
Glühlampenhersteller in den USA versuchten in einer Reihe von Patentrechtsstreiten, anhand von Göbels Behauptung die Ungültigkeit des Edison-Patents von 1880 zu beweisen, um selbst einer vom Patentinhaber Edison Electric Light Co. angestrengten Schließung ihrer Produktion wegen Patentverletzung zu entgehen. Göbels Erfindungsbehauptungen konnten jedoch nicht bewiesen werden. Sie werden nach aktuellem Forschungsstand als unwahr zurückgewiesen.
Nach Göbels Tod entstand eine in verschiedenen Varianten tradierte und zum Teil episch ausgestaltete Legende, wodurch Göbel in Deutschland oftmals als Ersterfinder der Glühlampe gilt.
Göbel hat Patente für eine Verbesserung von Nähmaschinen (1865), für eine Verbesserung der Geißler-Pumpe (1882) sowie für eine Technik zur Verbindung von Kohlefäden mit Metalldrähten in Glühlampen (1882) erworben. Auf weitere technische Entwicklungen hatten diese drei Patente keinen Einfluss.

## Leben und Leistungen

### Springe 1818–1848

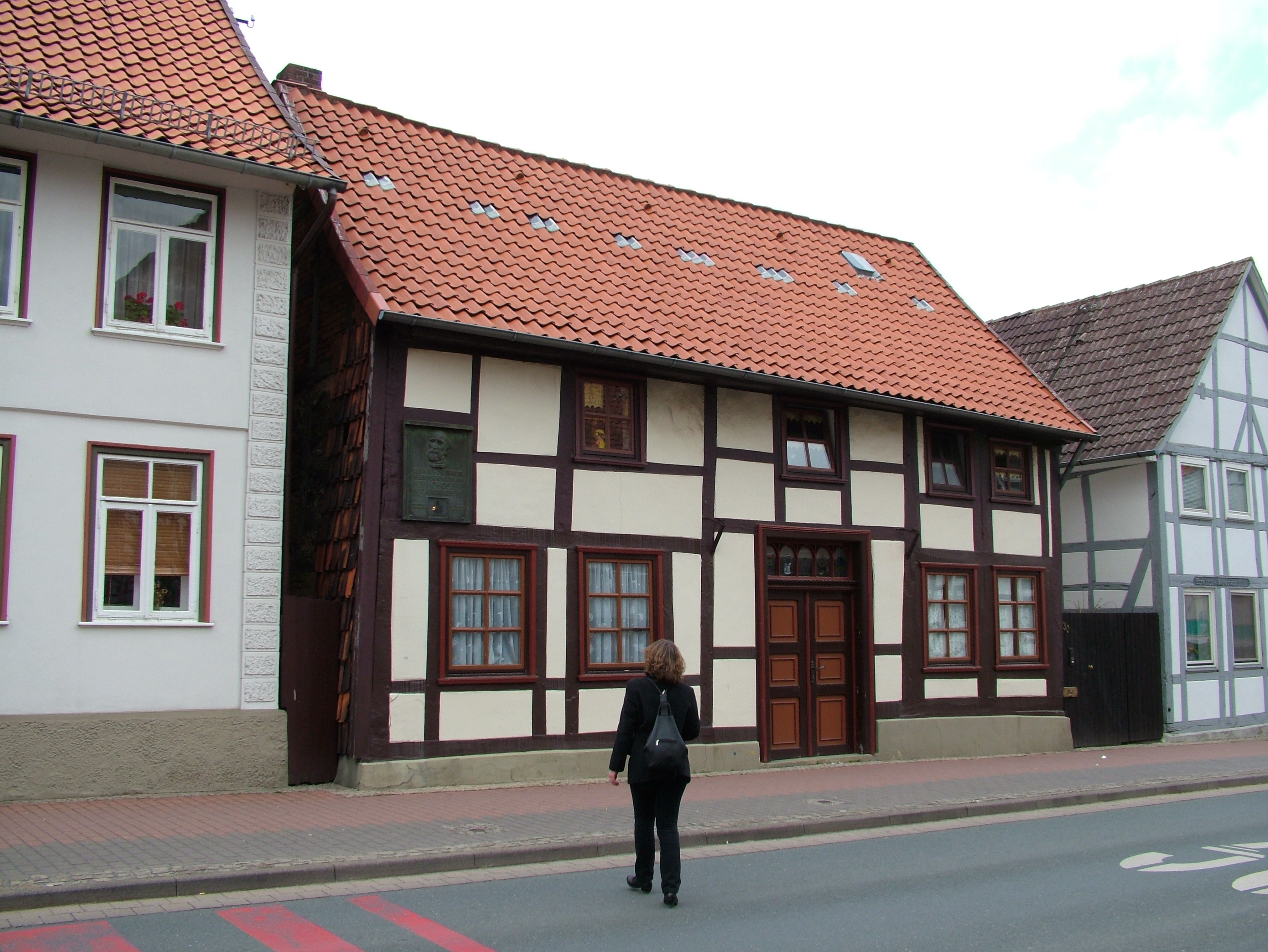
Geburtshaus von Heinrich Göbel in Springe. Das 1929 deklarierte Geburtshaus ist jedoch nach Ergebnissen der Quellenforschung nicht das tatsächliche Geburtshaus, welches nicht mehr existent ist und auch nicht an dieser Stelle stand. Der Hauseigner lehnt die Anbringung einer Messingtafel am Haus mit neuen Forschungsergebnissen ab.

Göbel wurde als Sohn von Johann Heinrich Christian Göbel aus Zorge und seiner Ehefrau Marie Eleonore Hüper aus Springe geboren. Sein Vater war Landschaftsgärtner und verdingte sich daneben als Hausierer mit dem Verkauf von Schokolade.
Göbel schloss den Besuch der kirchlichen Knabenschule in Springe 1832 ab. 1834 begann Göbel in Springe eine Schlosserlehre. In noch vorhandenen Steuerunterlagen wird er nach 1837 als Uhrmacher mit geringen Einkünften geführt. In New York gab er später 1837 als Gründungsjahr seines Geschäftes an. Hinweise auf ein Ladengeschäft in Springe gibt es jedoch nicht.
1844 heiratete Göbel Sophie Lübke geb. Rodewig aus Springe. Bei der Hochzeit ließ er als Beruf Uhrmacher in das Kirchenbuch eintragen. Sohn Ernst August Friedrich wurde am 13. Dezember 1844 geboren, verstarb jedoch bald. Am 8. Juni 1846 wurde Sohn Johann Carl, am 30. Juli 1848 die Tochter Marie Sophie geboren.
1848 wanderte Göbel mit seiner Familie über Bremen in die USA aus. Er verließ Springe am 13. November 1848 und kurze Zeit später Deutschland auf dem Auswanderer-Segelschiff „J.W. Andrews“. Bei der Einreise in die USA gab er Mechaniker als Beruf an.

### New York 1849–1881

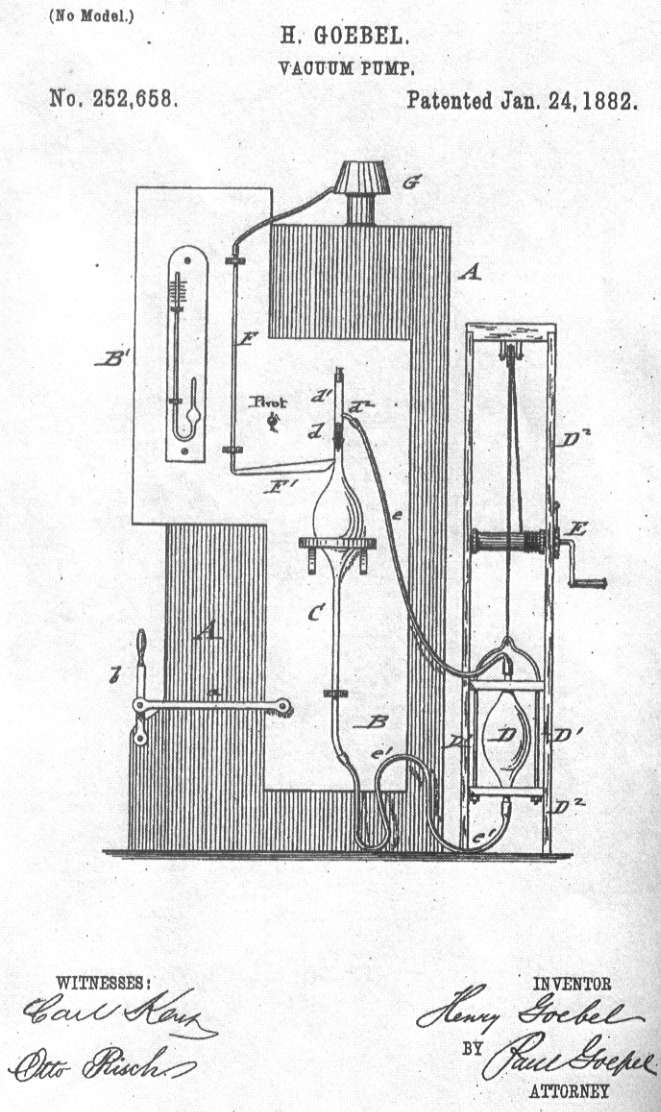
Göbel-Variante der Geißler-Pumpe. Die Kurbelmechanik und die Einhebel-Kippmechanik vereinfachen die Bedienung. Die kippbare Anordnung erspart ein mechanisches Ventil, da ein Rohrverschluss durch Quecksilber je nach Position erfolgt. Die Geißler-Pumpe an sich war 1882 bereits veraltet, da mit Vakuumpumpen von Sprengel u. a. eine bessere Vakuumqualität erreichbar war.

Am 31. Januar 1849 traf Göbel mit seiner Familie in New York ein. Er eröffnete in der Monroe Street 391 einen Juwelierladen (Bindung im Mietvertrag), den er später nach Monroe Street 271 verlegte. Den Laden betrieb Göbel indes als Reparaturmechaniker.
Von Ende der 1850er- bis in die 1870er-Jahre fuhr Göbel regelmäßig mit einem Pferdewagen ins Zentrum New Yorks, um als Schausteller eines angeblich selbst gebauten ca. 12 Fuß langen Teleskops einen Zusatzverdienst zu erwerben. In Patentprozessen von 1893 erinnerten sich eine große Anzahl Zeugen beider Seiten an den „telescope-man“. Göbel war in New York Mitglied in einer Freimaurerloge deutscher Einwanderer.
Am 23. März 1865 legte er den Eid auf die Verfassung der Vereinigten Staaten von Amerika ab und war fortan amerikanischer Staatsbürger. Das Dokument ist mit Henry Goebel unterschrieben. Die Änderung des Namens erfolgte zu einem unbekannten Zeitpunkt nach 1852, als er noch mit H.Göbel unterschrieb. Ebenfalls 1865 meldete Göbel das Patent „Säumer für Nähmaschinen“ an. Möglicherweise hatten ihn seine als Näherin arbeitende Tochter und ein befreundeter Juwelier, der ebenfalls Patente für Nähmaschinentechnik erwarb, dazu angeregt. Das Patent blieb wirtschaftlich erfolglos, allerdings behauptete Göbel 1893, der Nähmaschinenhersteller Singer habe es rechtswidrig verwendet und er habe beim erfolglosen Versuch der Wahrung seiner Rechte nur „Unannehmlichkeiten“ gehabt.
1872 verlegte Göbel seinen Laden in die Grand Street 500 und 1877 in die Grand Street 468. Die Grand Street war offenkundig eine bessere Geschäftslage. Das Geschäft entwickelte sich möglicherweise im Laufe der Jahre zu einem besser sortierten Laden für Uhren, Schmuck, Optik und Feinmechanik.
Im Januar 1880 wurde Thomas Alva Edison das US-Patent Nr. 223.898 für eine elektrische Glühlampe mit Kohlefaden in einem evakuierten Glaskolben zugesprochen. Nach der durch Edison ausgelösten Gründungswelle von Elektrofirmen arbeitete Göbels Sohn Adolph 1881 bei der American Electric Light Co. Bei diesem Unternehmen waren einige vormalige Mitarbeiter der Edison Electric Light Co. mit der Entwicklung und Produktion von Glühlampen beschäftigt. Auf der Suche nach Mitarbeitern zur Lösung feinmechanischer Probleme bei der Konstruktion von Glühlampen wurde man nach Angaben von Zeugen 1893 über den Sohn auf Göbel aufmerksam, den man dann ebenfalls anstellte. Göbel selbst beeidete 1893, dass Manager der American Electric Light Co. wegen angeblicher Elektrolampen in seinem Laden auf ihn aufmerksam wurden. Er beschrieb 1893 eine Art Berater- und Zuliefertätigkeit für die American Electric Light Co. ab 1881. Im Vertrag soll eine weisungsgebundene Tätigkeit vereinbart gewesen sein. Er leistete insbesondere einen Beitrag zur Beseitigung eines Fertigungsengpasses bei Glühfäden durch den Entwurf einer Schneidemaschine, die dann von Werkzeugmachern angefertigt wurde. Der Vertrag wurde offenkundig auf Wunsch Göbels nach einem halben Jahr nicht verlängert, da er seine Verbesserungsideen selbst vermarkten und nicht der American Electric Light Co. überlassen wollte.

### New York 1882–1893

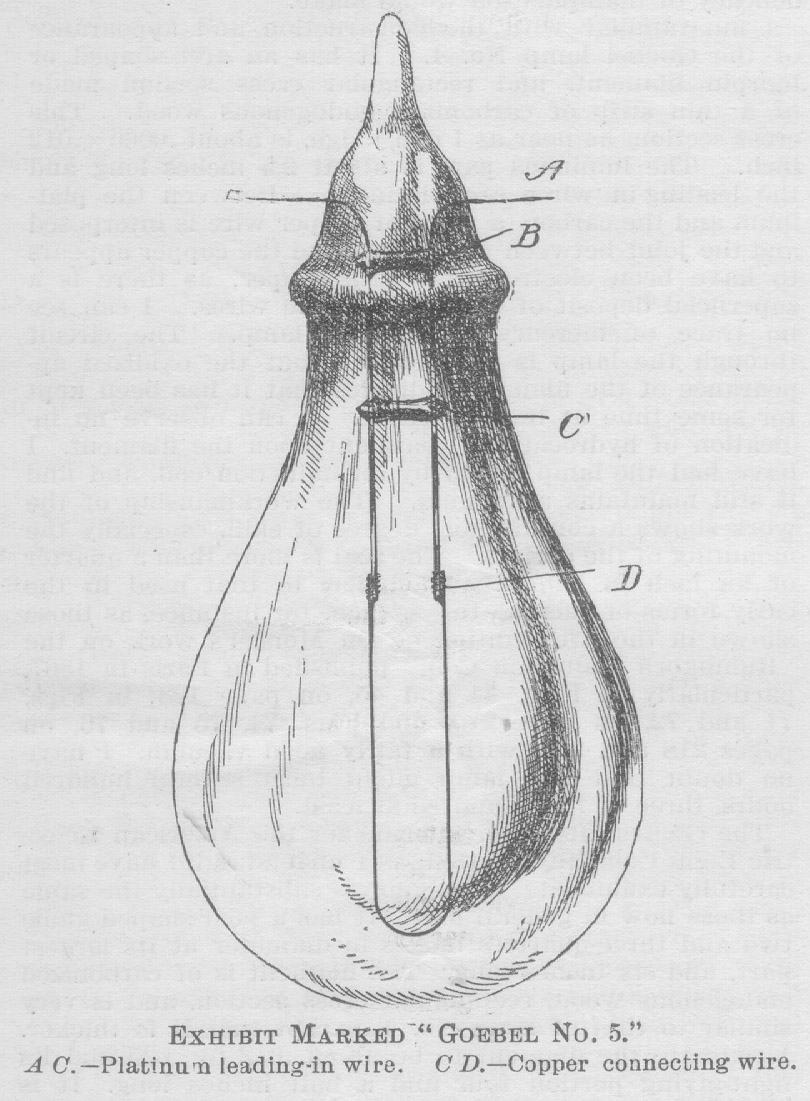
Angebliche Göbel-Lampe Nr. 5 von 1882

Zusammen mit seinem Freund John W. Kulenkamp wollte Göbel am Glühlampengeschäft teilhaben. Mehrere von Kulenkamp finanzierte Patentanmeldungen wurden jedoch zurückgewiesen, da man bereits bekannte Technik zu patentieren versuchte.
1882 suchte Göbel mittels einer Ausstellung in seinem Laden nach Geldgebern für die Produktion einer angeblich von ihm entwickelten Glühlampe. In den späteren Patentprozessen wurde dieser Typ als Göbel-Lampe Nr. 5 geführt. Acht Lampen wurden nach dem Bericht der The New York Times ausgestellt, die ein weißes, flackerfreies Licht spendeten. Göbel soll gesagt haben, dass diese Lampen einen Glühfaden mit dem höchsten bislang erreichten Widerstand hätten, was einen günstigen Energieverbrauch ermögliche. Als Material gab er Schilfgras an. Nach dem Zeitungsbericht soll Göbel den Besitz aller Patente für die Produktion seiner vorgeführten Lampe behauptet haben. Er hatte zu diesem Zeitpunkt jedoch noch gar kein erteiltes Lampenpatent. Zudem verletzte die vorgestellte Lampe in einigen Punkten das Edison-Patent.
Die The New York Times berichtete, dass Göbel bei der Lampenausstellung am 29. April 1882 gesagt habe, dass das elektrische Licht viel älter sei als die Amerikaner glaubten. Er selbst habe bereits vor 29 Jahren ein elektrisches Licht erfunden und Probleme gehabt, da die Nachbarn an ein Feuer glaubten und die Feuerwehr alarmierten. Seither sei er kontinuierlich mit Experimenten befasst gewesen. Ein Professor in Hannover habe bereits vor seiner Auswanderung in die USA ein gutes elektrisches Licht entwickelt, sei aber verstorben, ehe der Aufbau einer Produktion möglich gewesen sei. Nach der Berichterstattung der The New York Times behauptete Göbel Ende April 1882 aber keineswegs, dass er die Edison-Erfindung antizipiert habe. Die Formulierung der Zeitung „elektrisches Licht“ lässt die technische Umsetzung zudem offen. Die am 29. April 1882 erstmals in Erscheinung getretene Behauptung elektrotechnischer Arbeiten Göbels vor 1880 lässt sich nicht mit Quellen vor diesem Datum belegen.

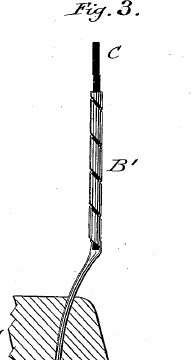
Detailzeichnung aus Patent 266.358. Der Spiralhalter für den Kohlefaden ist direkt aus dem einleitenden stromführenden Platindraht gefertigt. Verglichen mit den 1882 entwickelten Verbindungen durch Galvanisierung ist das unwirtschaftlich. Das Patent konnte nicht vermarktet werden.

1882 erhielt Göbel ein Patent zur Verbesserung der Geißler-Pumpe und, gemeinsam mit John W. Kulenkamp, ein weiteres Patent für eine Verbindungstechnik von Kohlefäden mit stromführenden Zuleitungsdrähten in Glühlampen. Göbel behauptete 1893, diese Technik bereits in den 1850er-Jahren entwickelt und bei angeblichen Lampenherstellungen verwendet zu haben. The Electrical World kommentierte, dass die Patentierung 1882 unter diesen Umständen verspätet und damit rechtlich unzulässig sei.
Die frühesten eindeutigen Beweise, dass Göbel etwas mit Glühlampen zu tun hatte, stammen aus den Jahren 1881 und 1882: Patentanmeldungen und -erteilungen, ein Vertrag mit einem Lampenhersteller und Zeitungsberichte über eine Lampenvorführung in Göbels Laden.
In der Folge der Lampenausstellung interessierte sich der Technikmakler William C. Dreyer für Göbels Arbeit und zahlte diesem Geld für eine Verwertungsoption. Göbel zerriss bei einem Notar die Vereinbarung mit seinem Partner John W. Kulenkamp und zerstritt sich mit diesem, um an sich abzeichnenden Geschäftsmöglichkeiten allein zu partizipieren. Für das Unternehmen Arnoux & Hochhausen sollte Göbel in dieser Zeit eine Glühlampe entwickeln; das Resultat war jedoch unbefriedigend.
Offenkundig endete der erstmals Mitte 1881 nachweisbare Kontakt Göbels zur Glühlampenindustrie bereits 1883 wieder in Erfolglosigkeit. Die beiden angemeldeten Patente konnten nicht vermarktet werden. Göbel erfuhr bei den zahlreichen Kontakten jedoch, dass ein sehr viel höheres Interesse an Lampen von vor 1880 bestand, mit denen das Edison-Patent in Frage gestellt werden konnte. Auch wurde er mehrfach von Anwälten besucht, die das Edison-Patent wegen früherer Erfindungen anfechten wollten und seine Ansprüche erkundeten. Er konnte nach deren späteren Darstellungen jedoch keine Beweise oder alte Lampen vorlegen.
Im September 1887 starb Göbels Ehefrau, mit der er in Amerika weitere elf Kinder hatte. Von den vierzehn Kindern lebten 1893 noch sieben (die Geburt von insgesamt zehn Kindern konnte verifiziert werden). Göbel zog sich in den 1880er-Jahren aus seinem Geschäft zurück. 1886 wird Henry Goebel jun. als Inhaber des Ladens genannt. Bei Abgabe der eidesstattlichen Erklärungen im Januar 1893 gab er Tappan bei New York als Wohnsitz an, wobei es sich nach einigen Quellen um ein Wohnheim der Freimaurer handelte.
1893 gab Göbel sieben eidesstattliche Erklärungen ab, in denen er Lebensweg und elektrotechnische Arbeiten beschrieb und als Essenz die Priorität auf die Erfindung der Glühlampe mit hochohmigem Kohleglühfaden aus Bambus und Vakuumversieglung durch in die Glashülle eingeschmolzene Platindrähte beanspruchte. Hiermit wurde Göbel Zeuge zur Verteidigung von drei Glühlampenherstellern, die durch die Edison Electric Light Company mit einstweiligen Verfügungen auf Unterlassung belegt worden waren. Die Patentanwälte Witter und Kenyon verteidigten diese drei Mandanten ebenfalls mit der Einrede der Patentungültigkeit wegen früherer Erfindungen und machten Göbels Bezeugungen zum Hauptbeweismittel der Verteidigung. Eine detaillierte Geschichte mit Elektroarbeiten bereits vor seiner Auswanderung in die USA und kontinuierlichen Lampenentwicklungen in den USA ab den frühen 1850er-Jahren sowie zahlreiche unterstützende Beweismittel traten hier erstmals in Erscheinung, darunter angeblich vor 1880 produzierte Lampen. Ein stichhaltiger Beweis für die Antizipation der Edison-Erfindung wurde jedoch nicht vorgelegt.
Die Prozesse 1893 fanden in den USA und in Europa Aufmerksamkeit in Fachzeitschriften und Tageszeitungen. Alle vier mit dem Patentstreit befassten Gerichte hatten Zweifel an den vorgetragenen Behauptungen (siehe „Patentprozesse“).

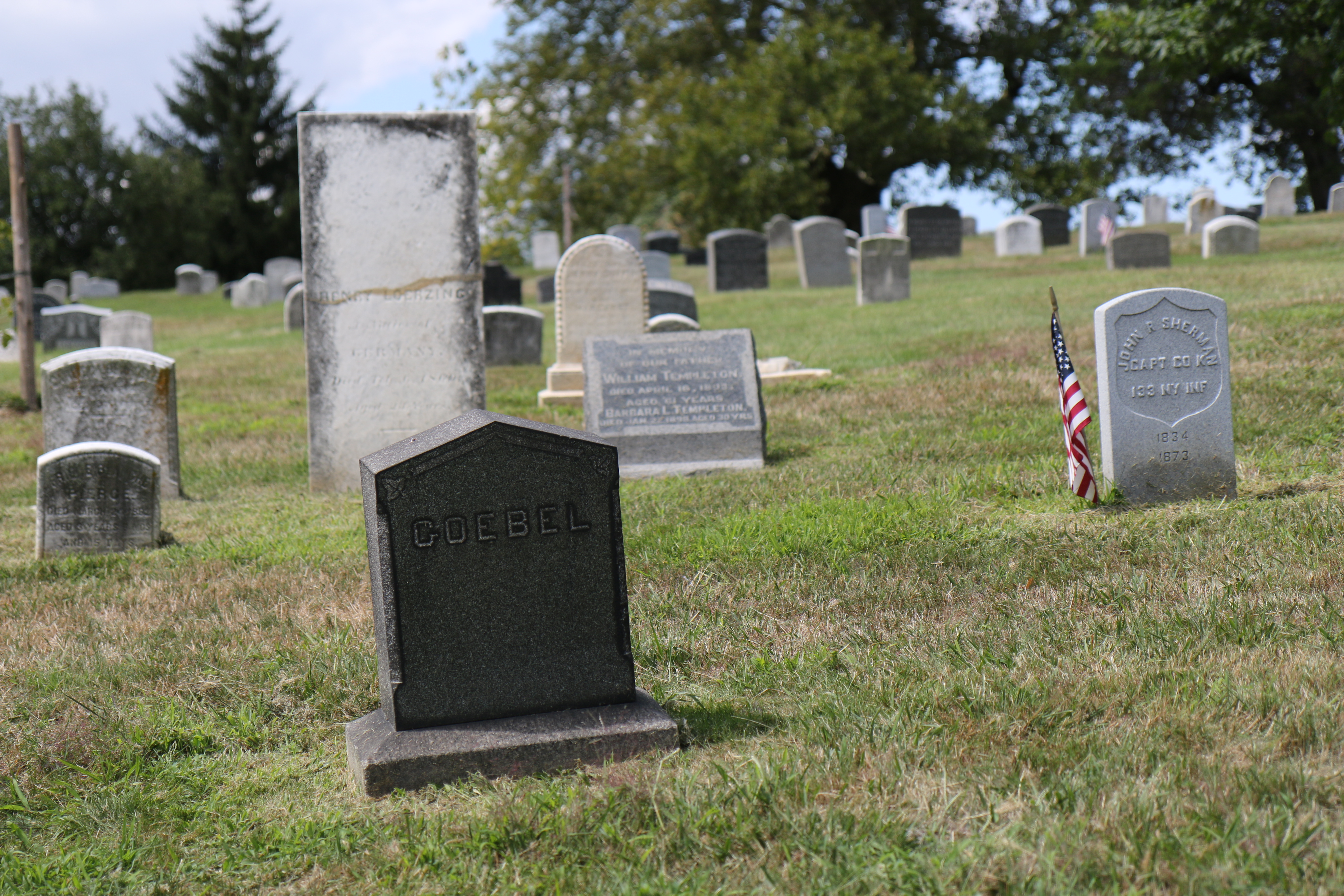
Das Grab von Heinrich Göbel und seiner Frau („Eliza“ gem. Gräberverzeichnis) auf dem Green-Wood-Friedhof in Brooklyn, New York.

Noch während der Gerichtsverfahren starb Göbel am 4. Dezember 1893 an Lungenentzündung. Die Sterbeurkunde weist 504, 6. Avenue, New York als Sterbeort aus. Er wurde auf dem Green-Wood Cemetery in Brooklyn beigesetzt. Die Patentstreitigkeiten der Hersteller zogen sich bis Mai 1894 hin. Patentstreitigkeiten zwischen der Edison Electric Light Co. und Benutzern patentverletzender Glühlampen, die sich ebenfalls auf die behauptete Göbel-Antizipation beriefen, sind bis Januar 1895 bekannt.

### Legendenbildung nach Göbels Tod
Göbel geriet in den USA in Vergessenheit und auch in Deutschland wurde die Geschichte zunächst nicht mehr beachtet. In Deutschland entwickelte sich jedoch ab 1911 eine eigenständige Legende um Göbel, die ihn zum „wahren Erfinder der Glühlampe“ machte.
Der gemeinsame Kern der Varianten der Legende behauptet, der Deutsche Heinrich Göbel habe 1854, 25 Jahre vor dem Amerikaner Thomas Alva Edison, die Glühlampe erfunden und ein Gerichtsurteil in einem Verfahren über mehrere Instanzen würde dies bestätigen. Thomas Alva Edison werden dabei wirtschaftliche und Göbel idealistische Motive zugeschrieben. Diese Darstellung ist ohne Verankerung im historischen Geschehen und steht zudem im Widerspruch zur Technikgeschichte der Glühlampe, die eine kontinuierliche Entwicklung mit kleinen Fortschritten über einen langen Zeitraum ab etwa 1800 und vielen Patenterteilungen ab 1841 war. Auch Charakterzuschreibungen der Legende sind nicht mit Quellen zur historischen Person zu begründen; vielmehr wurden ideologische Sichtweisen auf die Personen der Legende projiziert. Die Varianten der Legende sind keine ausschließliche Wiedergabe ungesicherter Behauptungen von Göbel, sondern weichen signifikant davon ab und stehen teilweise sogar im Widerspruch zu Behauptungen Göbels von 1893 (siehe „Entwicklung der Göbel-Legende“).
Seit 2000 befassten sich mehrere Forschungs- und Rechercheprojekte mit Göbel.

## Patentprozesse

### Verlauf
Die Edison Electric Light Co. verklagte ab 1885 diverse Hersteller von Glühlampen wegen Patentverletzung. Der Patentprozess der Edison Electric Light Co. gegen die United States Electric Lighting Co. dauerte von 1885 bis 1892 und endete mit der Bestätigung der Edison-Patente in zwei wesentlichen Punkten. Die hermetisch zugeschmolzene Glashülle mit eingeschmolzenen Platindrähten sowie der hochohmige Glühfaden aus verkohlten Pflanzenfasern wurden als wesentliche Neuerungen in der Kunst der Lampenherstellung vom United States Circuit Court of Appeals bestätigt. Der Stand der Glühlampentechnik bei Patenterteilung an Edison wurde sorgfältig untersucht, Leistungen Göbels wurden jedoch von niemandem behauptet. 1892 soll es ca. 15 Glühlampenhersteller in den USA gegeben haben. Journalisten vermuteten, dass sich infolge der Gerichtsentscheidung der Marktanteil der Edison Electric Light Co. von damals 40 % auf 100 % erhöhen und dem Unternehmen jährlich mindestens zwei Millionen Dollar zusätzlichen Gewinn einbringen würde, was nach aktueller Kaufkraft (2007) eine Größenordnung von mehreren Milliarden Dollar darstellt.
1893 war Göbel durch Abgabe eidesstattlicher Erklärungen wichtigster Zeuge in Patentprozessen der Edison Electric Light Co. gegen Glühlampenhersteller in Boston, Oconto und St. Louis, deren Produktion Edison auf Basis der vorangegangenen Bestätigung seiner Patente schließen lassen wollte. Diese verteidigten sich erneut mit der Behauptung, das Patent an Edison 1879 sei zu Unrecht erteilt worden. Erstmals trat die Behauptung in Erscheinung, Göbel habe bereits in den 1850er-Jahren Vakuumglühlampen mit einem Kohleglühfaden aus Bambus in einer zugeschmolzenen Glashülle mit einleitenden Platindrähten hergestellt. Nach dieser Darstellung war die Kohlefaden-Glühlampe 1879 auch nach der Feststellung des United States Circuit Court of Appeals keine Neuerung und mithin nicht patentfähig. In Zeitschriften von 1893 und in Fachliteratur wird dieses gleichartige juristische Vorgehen der beklagten Firmen gegen die Rechtswirkung des Edison-Patents in voneinander unabhängigen juristischen Verfahren „Goebel-defense“ genannt. Auch in einer Gerichtsentscheidung wird der Begriff benutzt, um den Sachvortrag der beklagten Partei insgesamt zu umschreiben.
Über die verklagten Unternehmen hinaus hatten weite Teile der Elektroindustrie der USA ein großes Interesse am Fall des Edison-Patentes, da das Glühlampenmonopol auch den Markt für die elektrotechnische Infrastruktur beherrschte. Der damalige Streit um die Erfindung der Glühlampe mit Kohleglühfaden erklärt sich dadurch, dass diese Produkte die alleinigen Verbraucher elektrischer Energie in den Haushalten waren. Sie sind eng mit dem Aufbau elektrischer Energieversorgungsnetze und der Elektrifizierung der Zivilisation verbunden. Diese Verbindung begründete auch die damaligen umfangreichen ökonomischen Interessen. Die Vermutung ist daher naheliegend, dass sich auch Dritte hinter den Kulissen engagierten und an der Verteidigungsstrategie mitwirkten: The Electrical World berichtet über einen Aufruf an die Elektroindustrie zur finanziellen und moralischen Unterstützung der Verteidigung in diesen Fällen gegen das Edison-Patent. Beide Seiten boten schließlich mehrere Anwälte und eine große Anzahl eidesstattlicher Zeugenaussagen auf. Im Verfahren gegen das Unternehmen Columbia unterstützten 181 Personen mit eidesstattlichen Aussagen die „Goebel-defense“ und 142 Personen die Edison-Seite.
Die Patentprozesse von 1893 mit „Goebel-defense“ waren Verfahren zur Beantragung einstweiliger Verfügungen (motion for a preliminary injunction) des Patentinhabers. Diesen Verfahren hätte ein Hauptverfahren (final hearing) folgen müssen, das offenkundig jedoch nie stattfand, da das Edison-Patent 1894 durch ein Regierungsabkommen der USA mit Kanada zur Harmonisierung der Patentlaufzeiten vorzeitig auslief. Der Streitgrund war damit entfallen. Die streitenden Industrieunternehmen stritten um Geld und Marktanteile, nicht um Erfinderehren. Göbel war Zeuge der Verteidigung der verklagten Unternehmen. Er selbst hätte von einem Fall des Edison-Patentes nicht profitiert, da ihm dieses nicht zugefallen wäre. Göbel selbst sagte, er habe am Verfahrensausgang kein Interesse und hege keine Feindschaft zu Edison; demnach lag das Interesse am Beweis einer Erfindung vor 1880 zum Zweck der Bekämpfung des Glühlampenpatents von Thomas Alva Edison allein auf Seiten der industriellen Wettbewerber.
Die Behauptung der früheren Erfindung Göbels fand mangels stichhaltiger Beweise keine gerichtliche Anerkennung. In zwei von drei Patentprozessen gegen Glühlampenhersteller ist die vom Patentinhaber Edison Electric Light Co. beantragte einstweilige Verfügung ergangen. Die jeweiligen Richter gaben den vorgetragenen Behauptungen Göbels keine Erfolgsaussichten im Hauptverfahren.

#### Beacon-Prozess
Im Verfahren Edison Electric Light Co. gegen Beacon Vacuum Pump and Electric Co. wegen Patentverletzung bezweifelte Richter Colt den Wert von Aussagen nahestehender und finanziell interessierter Zeugen zu 35 Jahre zurückliegenden Ereignissen. Zitat aus der Begründung der Gerichtsentscheidung:
| “It has often been laid down that a meritorious invention is not to be defeated by something which rests in speculation or experiment, or which is rudimentary or incomplete. The law requires not conjecture, but certainty. It is easy after an important invention has gone into public use for persons to come forward with claims that they invented the same thing years before, and to endeavor to establish this by the recollection of witnesses as to events long past. Such evidence is to be received with great caution, and the presumption of novelty arising from the grant of the patent is not to be overcome except upon clear and convincing proof.” | „Es wurde oft festgestellt, dass eine verdienstvolle Erfindung nicht mit etwas geschlagen werden kann, das auf Spekulationen oder Experimenten beruht oder rudimentär oder unvollständig ist. Das Gesetz erfordert nicht Vermutungen, sondern Gewissheit. Nach der Verbreitung einer wichtigen Erfindung ist es für jedermann leicht, mit Behauptungen zu kommen, er habe das gleiche Ding Jahre zuvor erfunden, und dieses durch die Erinnerungen von Zeugen an lange zurückliegende Ereignisse zu stützen. Solche Aussagen müssen mit großer Vorsicht beurteilt werden. Die Annahme einer Neuerung, die mit der Gewährung eines Patents verbunden ist, kann durch nichts außer durch klare und überzeugende Beweise abgelöst werden.“ |

Demnach stand der Verdacht der Vortäuschung im Raum. Der richterliche Verdacht auf Schwindel wird auch durch die Äußerung von Richter Colt zum Beweisstück Lampe 4 deutlich:
| “As for Lamp No. 4, I cannot but view it with suspicion. It presents a new appearance. The reason given for not introducing it before the hearing is unsatisfactory. This lamp, to my mind, envelops with a cloud of distrust the whole Goebel story. It is simply impossible under the circumstances to believe that a lamp so constructed could have been made by Goebel before 1872. Nothing in the evidence warrants such a supposition, and other things show it to be untrue.” | „Was Lampe 4 angeht, so kann ich sie nur mit Argwohn betrachten. Sie stellt eine neuartige Form dar. Die angegebenen Gründe für die unterlassene Vorlage dieser Lampe vor dieser Verhandlung sind unbefriedigend. Meiner Meinung nach umhüllt diese Lampe die ganze Göbel-Story mit einer Wolke des Misstrauens. Es ist einfach unmöglich, unter diesen Umständen zu glauben, dass eine so konstruierte Lampe vor 1872 durch Göbel hergestellt worden sein könnte. Nichts in der Beweislage rechtfertigt eine solche Annahme und andere Dinge zeigen, dass sie unwahr ist.“ |

1893 wurde behauptet, die Erfindung habe in den 1850er-Jahren stattgefunden mit Weiterentwicklungen in den folgenden 25 Jahren. Da die Lampe vor 1893 nicht öffentlich in Erscheinung trat, obwohl es nach den Ereignissen ab 1880 im wirtschaftlichen Interesse Göbels gewesen sein muss, hielt Richter Colt die Herstellungsdatierung für unwahr.
Göbel hatte z. B. 1882 versucht, die Rechte an seinen Entwicklungen an die Edison Electric Light Co. zu verkaufen. Diese lehnte ab, da er nach damaliger Recherche niemals praktisch nutzbare Lampen hergestellt hatte und keine Entwicklungsideen beigetragen hatte. Die Edison Electric Light Co. sah keine Notwendigkeit für den Aufkauf der Rechte zur Sicherung der eigenen Patente. Beweismittel wie die 1893 vorgelegte Lampe 4 hatte Göbel 1882 der Edison Electric Light Co. nicht angeboten, obwohl das den Abschluss des von ihm selbst angestrebten Geschäftes gefördert hätte.

#### Columbia-Prozess

Werbung der Columbia nach der Gerichtsentscheidung in St. Louis. Bestellern wird Rechtssicherheit garantiert und ein Bild von Heinrich Göbel versprochen.

Im Streit gegen das Unternehmen Columbia, St. Louis wurde die einstweilige Verfügung verweigert. Der Richter erlaubte die vorläufige weitere Glühlampenproduktion der Columbia unter der Auflage der Stellung einer Kaution von 20.000 US-Dollar. Die Entscheidung zwischen der Rechtskraft von Edisons Patent und dem von der Verteidigung vorgetragenen Einwand gegen das Patent in Form der Prioritätsansprüche Göbels war damit auf ein aufwändiges Hauptverfahren vertagt, mit Rechtsnachteilen für Edison als Kläger. Angesichts der großen Anzahl von Zeugen und Gegenzeugen zu lange zurückliegenden Ereignissen formulierte Richter Moses Hallett aber auch seine Bedenken hinsichtlich des Bestandes der Ansprüche Göbels allein auf Basis von Zeugenaussagen. Hallett erkannte die behauptete Erfindung Göbels aus den 1850er-Jahren nicht an, schloss sie aber nicht aus. Da die Beweisangebote Zeugenaussagen waren, deren Glaubwürdigkeit erst bei persönlicher Anwesenheit der Zeugen in einem Hauptverfahren beurteilbar waren, sah er ausreichende Gründe, das Unternehmen Columbia vorläufig vor der Rechtswirkung des Edison-Patents zu schützen. Das Hauptverfahren hätte allerdings vor Auslauf des Edison-Patentes 1894 kaum noch durchgeführt werden können. Die Edison Electric Light Co. war terminlich ausmanövriert, ohne dass eine Entscheidung in der Sache ergangen war. Die Gerichtsentscheidung hatte nach Meinung von Journalisten Referenzcharakter für den gesamten Bereich der Südstaaten der USA. Die in den Nordstaaten beheimatete Edison Electric Light Co. konnte dort ihr Patent nicht mehr durchsetzen.
Zitat aus der Gerichtsentscheidung von Richter Hallet:
| “It is said that Goebel is involved in contradictions and misstatements of fact, due to the lapsing memory of old age, or to untruthfulness. Be it so. He does not appear to be an adventurer or an impostor. It is not reasonable to believe that he made the story related in his affidavit, and did not make the lamp he has described. Whatever may be said as to Goebel’s veracity, he is supported at many points by witnesses of good repute, who speak with precision, and apparently with deliberation. …I need not refer to the possible effect of cross-examination in the case of a multitude of witnesses. What now seems plain enough may altogether disappear, and new facts may come to the surface under that crucial test.” | „Es wird gesagt, dass Göbel in Widersprüche und Missverständnisse wegen nachlassender altersbedingter Gedächtnisleistungen verwickelt sei oder wegen Unehrlichkeit. Wie dem auch sei, er erscheint nicht als ein Abenteurer oder Betrüger. Es ist nicht begründbar zu glauben, er habe die Geschichte in seiner eidesstattlichen Erklärung erfunden und die beschriebene Lampe nicht hergestellt. Was immer man über Göbels Glaubhaftigkeit sagen kann, er wird in vielen Punkten von Zeugen guter Reputation unterstützt, die genau und offenkundig mit Besonnenheit aussagen. … Ich muss nicht auf das mögliche Ergebnis eines Kreuzverhörs mit einer großen Anzahl von Zeugen hinweisen. Was momentan hinreichend plausibel erscheint, kann komplett verschwinden und neue Sachverhalte können im entscheidenden Test auftauchen.“ |

#### Electric-Prozess
Im Patentstreit gegen Electric, Oconto ist die von Edison beantragte einstweilige Verfügung ergangen. Richter Seaman thematisierte die mangelnde Plausibilität der vorgetragenen Behauptung, da insbesondere für die sehr teuren und als sehr zeitaufwändig behaupteten Arbeiten Göbels kein Motiv und kein Ziel aufgezeigt worden sei. Auch in technischer Hinsicht sah er kein ausreichendes Motiv für die Arbeit mit hoher elektrischer Spannung, die vor Erfindung des Dynamos mit vielen Batteriezellen umständlich erzeugt werden musste. Richter Seaman hielt Zeugenaussagen der Edison-Seite für plausibel, die angaben, dass man Göbel 1882 250.000 US-Dollar für alte Lampen geboten habe und damals auch offen über die Möglichkeit gefälschter Lampen geredet worden sei. In diesen Vorgängen vermutete er die Anregung zu einer Schwindelgeschichte. Richter Seaman mutmaßte auch einen möglichen Realitätsverlust von Göbel, der eine erdachte Geschichte und wirkliche Begebenheiten möglicherweise nicht mehr unterscheiden könne. Das Gericht bezeichnete die Geschichte aber nicht als erwiesenermaßen unwahr. Die Argumente begründeten die Unzulänglichkeit der Beweislage für eine Aufhebung der Rechtskraft von Edisons Patent ohne vorherige sorgfältige richterliche Tatsachenforschung in einem Hauptverfahren.
In diesem Fall wurde die ergangene einstweilige Verfügung durch ein Gerichtsverfahren in zweiter Instanz überprüft, was jedoch nicht mit einem Hauptverfahren zu verwechseln ist. Das Gericht bestätigte die einstweilige Verfügung und führte aus, dass die Geschichte der Glühlampen Göbels mit einer „Atmosphäre der Unwahrscheinlichkeit“ umgeben sei. Das Gericht hielt es unter anderem für unwahrscheinlich, dass eine mitten in New York gezeigte Lampe der Öffentlichkeit unbekannt blieb. Die behaupteten Entwicklungen wurde insbesondere auch wegen der unterlassenen Patentanmeldung als unglaubwürdig beurteilt, da Göbel sich 1865 sorgfältig um seine Rechte gekümmert hatte und ein Patent für vergleichsweise unbedeutende Nähmaschinentechnik angemeldet hatte. Mit dem Patentrecht und dem Verfahren war er mithin vertraut. Die spätere deutsche Legende verschweigt das von Göbel 1865 angemeldete Patent einer Verbesserung des Kegelschneckensäumers für Nähmaschinen und behauptet Geldmangel sowie mangelnde Kenntnisse der englischen Sprache und des Patentrechts als Gründe der unterlassenen Patentanmeldung der Glühlampe.

#### Philadelphia-Prozess
Gegen weitere Unternehmen in den Nordstaaten wurden von der Edison Electric Light Co. einstweilige Verfügungen beantragt, weil diese Glühlampen aus der Produktion von patentverletzenden Unternehmen benutzten. Diese beriefen sich auf die „Goebel-defense“ und die Gerichtsentscheidung in St. Louis, welche die vorläufige weitere Produktion der Columbia gestattete. Richter Acheson vom Circuit Court (E. D. Pennsylvania) gewährte in einer Entscheidung vom 26. Januar 1894 die von Edison gegen die Unternehmen Philadelphia Trust Safedeposit & Ins. Co, Manufacturers’ Club of Philadelphia und Spreckels Sugar-Refining Co. beantragten einstweiligen Verfügungen auf Unterlassung der weiteren Nutzung patentverletzender Glühlampen. Neue Beweismittel für die behauptete Göbel-Antizipation wurden nicht vorgetragen. Die einstweilige Verfügung gegen das Unternehmen Philadelphia Trust Safedeposit wurde vom Circuit Court of Appeals for the Eastern District of Pennsylvania. am 11. Januar 1895 bestätigt. Die unbefriedigenden Beweismittel in Form zeitferner Zeugenaussagen und bestehende Zweifel an der behaupteten Göbel-Antizipation stünden den rechtlichen Anforderungen für eine vorläufige Aufhebung der Rechtskraft von Edisons Patent nach der Entscheidungsbegründung von Richter Wales entgegen. Die Richter bildeten sich aber keine eigene Meinung über die behauptete Göbel-Antizipation, sondern sie bezogen sich auf die vorangegangenen Verfahren. Die Edison Electric Light Co. hatte keinen unmittelbaren Nutzen von der Gerichtsentscheidung in Philadelphia. Die Einleitung der Verfahren 1893 hatte vermutlich den Zweck, weitere Großkunden in den Nordstaaten vom Kauf patentverletzender Glühlampen abzuhalten.
Die Verfahren zur Beantragung einstweiliger Verfügungen liefen auf vorläufige Gerichtsentscheidungen hinaus, bei denen nicht abschließend Recht gesprochen wurde. Formell gesehen wurde deshalb über die „Goebel-defense“ nicht geurteilt.
Zeitnahe Zeichnungen oder Aufzeichnungen zu den Göbel-Lampen waren 1893 nicht verfügbar. Göbels Laden wurde von seinem Sohn geführt, er selbst war im Ruhestand. Auch die bei der behaupteten Lampenproduktion angeblich benutzten Werkzeuge waren nicht mehr vorhanden. Alle nach den Bezeugungen produzierten Göbel-Lampen waren bis auf drei defekte Exemplare früher Entwicklungsstufen verschollen. Aus dem Gedächtnis fertigte Göbel Zeichnungen an, rekonstruierte die angeblich vor 1880 genutzten Werkzeuge und fertigte Lampen seiner behaupteten unterschiedlichen Konstruktionen für Gerichtszwecke an. Als die „Goebel-defense“ in Beweisnot kam, wurde von einem Sohn Göbels zufällig eine Lampe wiedergefunden, die er nach eigenen Angaben schon 1878 in Besitz hatte. Eine weitere angeblich um 1872 produzierte Lampe wurde von Göbel selbst wieder aufgefunden. Diese Beweisstücke mit den Zeugen aus der Familie waren die einzigen Lampen, die den Gerichten vorlagen, vor 1879 existiert haben sollten und alle Konstruktionsmerkmale des Edison-Patents aufwiesen.

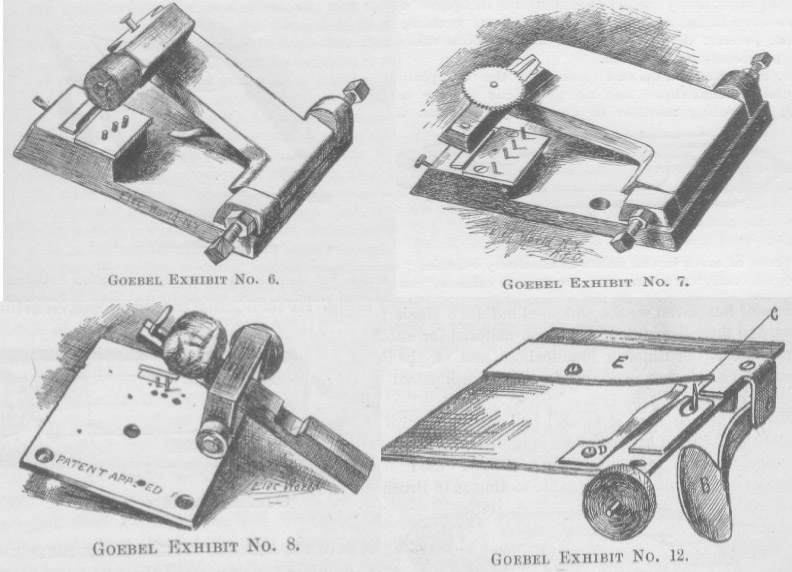
Den Gerichten 1893 vorgelegte angebliche Göbel-Werkzeuge für die Produktion von Glühfäden

Eine wichtige Rolle in der Legende spielt eine Lampenreproduktion. Dieses war ein Beweismittel der beklagten Unternehmen zur Belegung der Tauglichkeit der behaupteten Göbel-Technik. 1893 von Göbel unter Aufsicht von Gerichtszeugen mit seinen Werkzeugen hergestellte Reproduktionen seiner Lampenkonstruktionen brannten 45, 87 und 166 Stunden. Swan erreichte bei Patenterteilung 1878 14,5 Stunden Brenndauer seiner Kohlefadenlampen und Edison 1879 40 Stunden. Die Lampenreproduktion fand in der Werkstatt des verklagten Unternehmens Beacon statt und hatte zudem keine Beweiskraft für die Herstellung solcher Lampen vor 1880. Offenkundig ausschließlich Angestellte dieses Unternehmens, deren Arbeitsplätze durch die Produktionseinstellung gefährdet waren, bezeugten die Testergebnisse und die Produktion der Lampen durch Göbel selbst mit seinen alten Werkzeugen und exakt nach dem behaupteten Verfahren. Gutachter der Edison-Seite, unter ihnen der aus Lauscha stammende Ludwig Karl Böhm, bestritten die Qualität der reproduzierten Lampen. Richter Seaman bezweifelte, dass Göbel ohne die Hilfe von Beacon die Lampenherstellung möglich gewesen sei. Einige Varianten der späteren Legende verlegen den Vorgang in den Gerichtssaal, leiten geniale handwerkliche Fähigkeiten Göbels daraus ab und schreiben der Reproduktion entscheidende Beweiskraft zu.
Im Verlauf des Jahres 1893 ermittelte der bei Edison mit der Steuerung der Verfahren beauftragte Lewis Howard Latimer immer mehr Personen, die mit Göbel im Laufe seines Lebens zu tun hatten, und die nach ihren Beeidigungen von dessen behaupteten Elektroarbeiten nichts gehört und nicht bemerkt hatten.
Mehrere Zeugen nahmen im Verlauf des Jahres 1893 ihre die „Goebel-defense“ unterstützenden Aussagen zurück. Unter ihnen war auch der 80-jährige niederländische Physiker Prof. van der Weyde, der zuvor beeidet hatte, Göbels Fernrohrwagen und die Kohlefadenlampen persönlich gesehen zu haben.
The Electrical World berichtete 1893 unter anderem, dass auch ein Sohn Göbels, der damals 39-jährige Henry jun., seine ursprüngliche Zeugenaussage widerrief und fortan der Edison-Seite als Zeuge zur Verfügung stand. Henry Goebel jun. gab an, dass er und nicht sein Vater die dem Gericht vorliegenden Lampen Nr. 1, 2 und 3 hergestellt habe, und zwar im September 1892. Die Parteien verdächtigten sich in diesem Fall wie auch in anderen Fällen gegenseitig der Zeugenbestechung.
Nach der Berichterstattung der The Electrical World kam es Mitte 1893 zu Kreuzverhören einiger ausgewählter Zeugen. Nach Meinung der Zeitung ging die „Goebel-defense“ daraus gestärkt hervor, da die Glaubwürdigkeit der befragten Zeugen standhielt. Befragt wurde insbesondere Göbels Sohn William, der damals 29 Jahre alt war und Schauspieler als Beruf angab. Er beantwortete mehr als 800 Fragen. Insbesondere versicherte er, dass es in seinem Elternhaus, so lange seine Kindheitserinnerungen zurückreichten, stets Glühlampen gegeben habe. Wahrscheinlich berichtet die Zeitung jedoch falsch oder missverständlich. Es fanden offenkundig außergerichtliche Befragungen der Zeugen statt, um deren Glaubwürdigkeit zu untermauern. Die Befragungsprotokolle wurden als Beweismittel vorgelegt, was aber kein Kreuzverhör unter Beteiligung von Gegenseite und Richter darstellt.

### Behauptungen der „Goebel-defense“

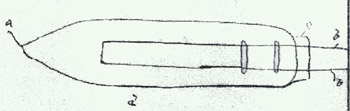
„Lampe Nr. 1“. Göbels Zeichnung vom 21. Januar 1893

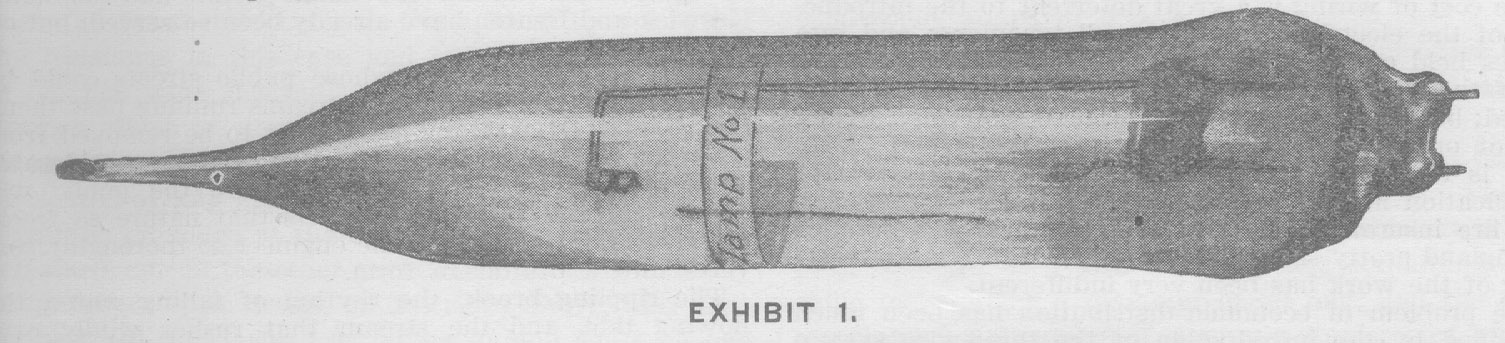
Die dem Gericht 1893 vorgelegte angebliche Göbel-Lampe Nr. 1

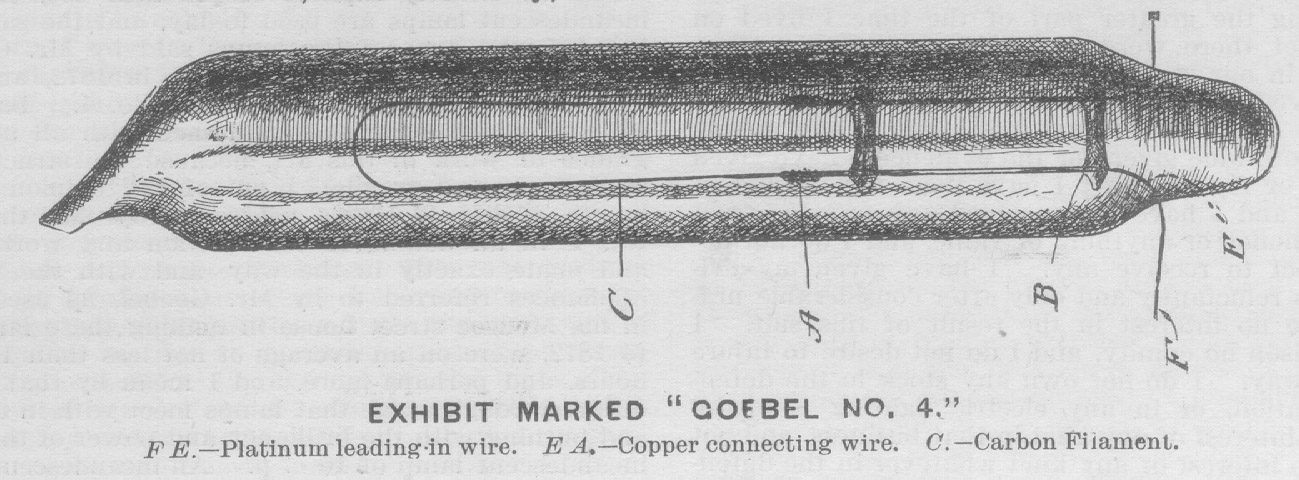
Die dem Gericht 1893 vorgelegte angebliche Göbel-Lampe Nr. 4

Göbel gab am 21. Januar 1893 vor einem Notar in deutscher Sprache mit kleineren Ergänzungen zu weiteren Notarterminen eine eidesstattliche Erklärung ab, die das zentrale Beweismittel der beklagten Unternehmen gegen das Edison-Patent war.

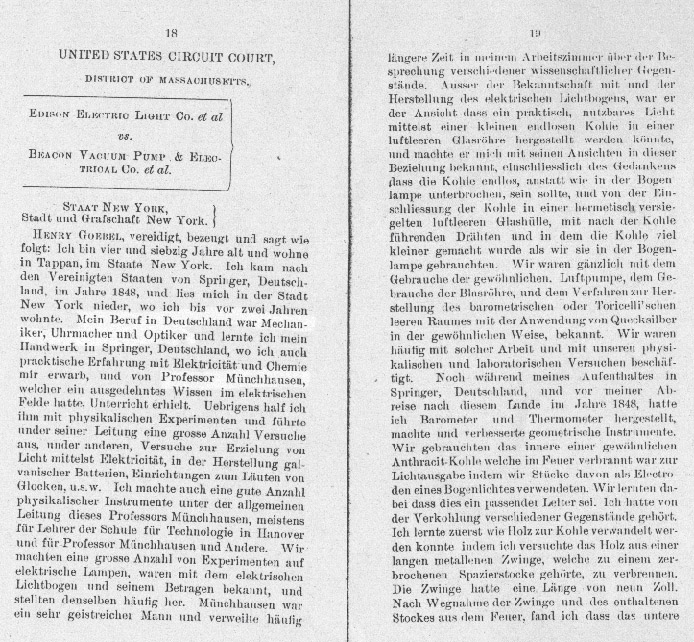
Erste Seite der eidesstattlichen Aussage Göbels vom 21. Januar 1893

Zu seiner Herkunft und Ausbildung gab er folgendes bekannt:
Er stamme aus Springe in Deutschland und sein Vater sei Schokoladenfabrikant mit höherer Bildung gewesen. Sein Vater sei außerdem mit den Kreisen höherer Bildung gut befreundet gewesen. Über seinen Vater sei er mit diesen Kreisen in Kontakt gekommen und habe an deren „wissenschaftlichen und chemischen Untersuchungen Anteil genommen“. Sein Beruf in Deutschland sei Mechaniker, Uhrmacher und Optiker gewesen und er „habe sein Handwerk in Springe gelernt“. Bei einem Doktor der Medizin in Springe habe er chemische Grundkenntnisse erworben. Er habe mit einem Professor Münchhausen zusammengearbeitet und von diesem elektrotechnisches Wissen erworben. Prof. Münchhausen habe „ein ausgedehntes Wissen im elektrischen Felde“ gehabt.
Folgende elektrotechnische und feinmechanische Arbeiten in Deutschland vor 1848 behauptete Göbel:
Er habe in Deutschland Thermometer, Barometer und geometrische Instrumente hergestellt sowie eine große Anzahl von Instrumenten unter Anleitung des Prof. Münchhausen für die „Schule für Technologie“ in Hannover gebaut. Prof. Münchhausen habe sich häufig zur Besprechung „wissenschaftlicher Gegenstände“ in Göbels Arbeitszimmer in Springe aufgehalten. Unter Anleitung von Prof. Münchhausen habe er Versuche zur Erzielung von Licht mittels Elektrizität durchgeführt. An der Herstellung galvanischer Batterien, Experimenten mit Lichtbogenlampen und Glühlampen sei er beteiligt gewesen. Er habe erfahren, dass der Ausdehnungskoeffizient von Platin und Glas derselbe sei. Er habe selbst geeignete Verfahren zur Verkohlung organischer Materialien erarbeitet. In Springe habe er auch eine magnetische Maschine hergestellt, die aus einem „großen Magneten mit vor den Polen rotierenden Windungen“ bestanden habe. Mit dem „elektrischen Lichtbogen und seinem Betragen“ sei er bekannt geworden. Prof. Münchhausen habe ihm das Grundprinzip der Glühlampe vermittelt:
„Münchhausen sagte, dass wenn diese Kohlenstücke in einem Raum, von welchem der Sauerstoff ausgeschlossen ist, umgeben wären, so würden dieselben nicht verbrennen, sondern glühend bleiben und Licht geben, und dachte er, dass dieses ein gutes Mittel wär, um ein praktisches Licht zu erzielen“.
Elektrotechnische Arbeiten in New York ab 1849 und den Erfindungserfolg beeidete Göbel wie folgt:
Er sei nach seiner Auswanderung nach New York 1848 seiner Beschäftigung als Uhrmacher nachgegangen und habe seine Versuche mit Elektrizität wieder aufgenommen, nachdem er ausreichende Geldmittel zur Verfügung gehabt hätte. Er habe viele Uhren und Zeitmesser gefertigt, von denen viele lange Jahre in Gebrauch waren. Außerdem habe er Versuche mit einem „roh hergestellten Spielmotor“ angestellt. Auf dem Dach des Hauses seines Ladengeschäftes habe er eine selbst gebaute Bogenlampe installiert. Nachbarn hätten die Feuerwehr alarmiert, weil sie die Lichterscheinung für ein Feuer gehalten hätten, worauf er von einem Richter zur Unterlassung solchen Unfugs ermahnt worden sei.
Er habe sich dann wieder Versuchen mit Glühlampen zugewandt und die ersten „früh in den 1850er-Jahren“ verfertigt. Als Glasmaterial habe er zunächst das Glas von kölnischen Wasserflaschen und später Rohrglas benutzt. Einleitende Drähte habe er direkt in die Glashülle eingeschmolzen; als Metalle seien Eisen, Kupfer und Platin verwendet worden. Platin habe er vorgezogen, wegen der hohen Kosten aber nicht immer zur Hand gehabt. Glühmaterial habe er in erhitztem Grafit verkohlt und als Material Flachs, Schilf, schwarzes Rohr und Tampiko verwendet. Ab 1872 habe er nur noch aus Schirmstöcken, Pfeifenrohren und Angelruten gewonnene Bambusfasern verwendet, weil diese „sehr fein“ gemacht werden konnten. Weiterhin sei er zur Herstellung sehr dünner Glühfäden in der Lage gewesen, so dass die Anzahl seiner Batteriezellen nicht ausreichte, diese zum Glühen zu bringen. Ein hundertstel Zoll und feiner sei der Durchmesser seiner Glühfäden gewesen. Die Entlüftung seiner Lampen sei mit dem Torricelli-Verfahren durchgeführt worden. Bezüglich des inneren Aufbaus unterscheide er eine „Fleischersäge-“ und eine „Haarnadelkonstruktion“ (Glühfaden in Stab- bzw. Hufeisenform). Für das Verbinden von Metalldrähten und Glühmaterial habe er sowohl mit Ofenglanz als auch mit Galvanisierung des Kohlefadens gearbeitet. Elektrischen Strom habe er durch Wirkung chemischer Zellen erhalten. Er habe eine Batterie mit 80 Zellen besessen, mindestens 30 Zellen seien zur „Entzündung einer Lampe“ erforderlich gewesen. Die Glühlampen hätten jedoch nicht lange am Stück brennen können, da die Batterie nach einer Stunde „aufgab“. Er habe jedoch erkannt, dass die Batterie bei längeren Glühfäden für drei Stunden Strom liefere. Seine Lampen seien unbegrenzt bis zum zufälligen Zerbrechen der Glashülle verwendbar gewesen. Lediglich bei einigen Lampen sei sofort beim ersten Einschalten der Glühfaden verbrannt. Er habe die Lampen 1, 2 und 3, die nunmehr zerbrochen seien, in der Monroestreet unter Verwendung einer Ölflamme und eines Blasrohres hergestellt, ehe die Straße an die Gasversorgung angeschlossen wurde (der Bau der Gasversorgung erfolgte 1854). Er erkenne diese Lampen als sein Fabrikat an. Als die Gasversorgung gebaut wurde und sein Laden noch nicht angeschlossen war, sei er verdächtigt worden, illegal Gas zu entnehmen, weil man das helle Elektrolicht in seinem Laden für Gaslicht gehalten habe.
Er habe seine Lampen stets weiterentwickelt und die Lampe 4 vor 1872 hergestellt. Auch die Lampe 5 sei selbst hergestellt worden. Die Lampen 1 bis 5 würden die Weiterentwicklung seiner Fähigkeiten im Laufe der Jahre dokumentieren. Nach 1872 habe er von der Geißler-Pumpe gehört und seine Lampen damit entlüftet. Vor 1879 habe er sehr kleine Lampen hergestellt, manche „nicht größer als eine Erbse“ und viele davon verschenkt. Ein Mann von der American Electric Light Comp. habe ihn 1881 besucht und sich für seine Lampen interessiert. Er habe zunächst seinem Sohn Adolph eine Tätigkeit für das Unternehmen erlaubt und sich später überreden lassen, Kohlen für das Unternehmen zu fertigen. Da er sein Geschäft versorgt hatte, habe er nicht erfahren, was in der Außenwelt vorging. Erst 1881 bei der American Electric Light Comp. habe er von Edison und der Erfindung von „Kraftmaschinen zur Abgabe von Strom“ erfahren. Er verstehe und spreche gut Englisch, könne es aber nicht lesen und lese deswegen keine Zeitung. Bis 1881 habe er nicht gewusst, dass außer ihm jemand Glühlampen hergestellt und genutzt hätte. Bis vor kurzem habe er eine große Anzahl der von ihm hergestellten Lampen besessen. Sein Besitztum sei jedoch „nach verschiedenen Richtungen hin zerstreut“ worden, als er 1890 sein Geschäft verlassen habe.
Die Nutzung angeblich produzierter Glühlampen beschrieb Göbel wie folgt:
Er habe seine Lampen für verschiedene Zwecke genutzt. Der Auslegekasten seines Geschäftes sei von Zeit zu Zeit mit den Lampen erleuchtet gewesen, wobei alle Kunden die Lampen hätten sehen können. Er habe eine Uhr im Schlafzimmer gehabt, die zur vollen Stunde durch eine Lampe und einen Schaltmechanismus erleuchtet worden sei. Später habe er die Lampe an der Uhr mit einem Schalter an seinem Bett einschalten können. Während er in der Monroe-Street wohnte, habe er regelmäßig ein selbst gebautes Teleskop auf einem Pferdewagen am Union Square ausgestellt und dem Publikum gegen eine Gebühr das Betrachten der Himmelskörper erlaubt. Manchmal habe er zur „Anziehung der Aufmerksamkeit des Publikums“ einige seiner Glühlampen auf den Wagen „aufgesetzt“ und diese „entzündet“. Viele hundert Menschen hätten so seine Lampen sehen können. Weitere Nutzungen wie Näharbeiten von Göbels Tochter mit Elektrolichtbeleuchtung beeideten Göbels Kinder.
Anders als die deutsche Legende behauptete Göbel keineswegs seine alleinige Erfindung der Glühlampe schlechthin. Zitat aus der eidesstattlichen Erklärung vom 21. Januar 1893:
„Bald darauf wandte ich meine Aufmerksamkeit Glühlampen oder incandescenten Lampen, wie sie jetzt genannt werden, zu. Was ich in dieser Richtung vollbrachte, habe ich immer als die Ausführung, in soweit die hauptsächliche Gestaltung der Lampe in Anbetracht kommt, als die Angaben und Ansichten des Professor Münchhausen betrachtet, und gebrauchte in meinen Versuchen solches Material als gerade zur Hand lag. … Was ich selbst machte war meistens in der Folge, die Gedanken auf die Münchhausen und ich vor meiner Ankunft in diesem Land gekommen waren, auszuführen.“
Diese Beeidigung wurde durch zahlreiche weitere Zeugenaussagen untermauert, die jeweils Teile der Aussagen Göbels bestätigten. Viele Zeugen stammten aus der Familie Göbel, deren Freundeskreis und dem Kreis der am Fall des Edison-Patents interessierten Personen. Zunächst drei, später fünf Lampen wurden vorgelegt, die 1893 nicht funktionsfähig waren. Diese sollten angeblich vor 1880 produziert und genutzt worden sein. Gutachter der Verteidigung bestätigten die Qualität der Lampen und die Antizipation der wesentlichen Konstruktionsmerkmale des Edison-Patents. Beweismittel, die zweifelsfrei auf die Zeit vor 1880 datiert werden können, wurden allerdings nicht vorgelegt.
Weitere Behauptungen wurden ohne Beteiligung Göbels allein von seinen Söhnen in die Gerichtsverfahren eingebracht. Dazu zählte die Geschichte einer Präsentation von Lampen im Rahmen einer Geburtstagsfeier 1878 bei zahlreich anwesenden Freunden und Verwandten, die das mit eidesstattlichen Aussagen unterstützten. Die 1893 bereits verstorbene Frau Göbels spielte ebenfalls eine Rolle in diesen Behauptungen. Eine der bei der Feier gezeigten Lampen soll verlegt und vergessen, aber 1893 wieder aufgefunden worden sein.
Notwendig zum Nachweis der Bekanntheit einer Technik und mithin der Unzulässigkeit ihrer Patentierung als Neuerung war der Beweis einer früheren öffentlichen Vorführung der betriebsbereiten Erfindung. Die Kenntnisnahme durch die Fachwelt oder Medien war hingegen juristisch irrelevant. Mit den Lampen an Göbels Fernrohrwagen mitten in New York und im Schaufenster von Göbels Laden wurde diese öffentliche Vorführung behauptet und argumentiert, die Techniken seien in der Kunst der Lampenherstellung seit den 1850er-Jahren bekannt, wenngleich die Fachwelt diese nicht bewusst registriert habe. Da kein Beobachter von Lampen am Fernrohrwagen die patentrechtlich relevanten Dinge wie Material und Durchmesser des Glühfadens wahrgenommen haben konnte, war ferner beweistechnisch die Vorlage einer Lampe und der Nachweis von deren Existenz vor 1880 notwendig. Die behaupteten Nutzungen sollten beweisen, dass es sich um eine abgeschlossene Erfindung einer praktisch nutzbaren Glühlampe und nicht um Experimente handelte. Die Behauptung der „Goebel-Defense“ erfüllte somit die juristischen Notwendigkeiten für die Anfechtung des Edison-Patents, ohne irgendeinen Einfluss oder irgendeine Wirkung der Erfindung außerhalb des persönlichen Kreises von Göbel geltend machen zu müssen. Eine Erfindung mit Verdiensten am technischen Fortschritt zum Wohle der Allgemeinheit wurde hingegen nicht behauptet.
Es ist aber nicht sicher, dass der Nachweis einer Erfindung vor Patenterteilung an Edison die eigentliche Strategie der Verteidigung war. Eine Prozessverschleppungsstrategie bis zum Patentauslauf kann nicht ausgeschlossen werden. Im Patentstreit gegen das Unternehmen Columbia ist der Erfolg der Verteidigung so eingetreten. Richter Colt im Beacon-Patentstreit hat die Verteidigungsstrategie missbilligt, die unabhängig vom Wahrheitsgehalt der vorgetragenen Antizipationsbehauptung faktisch die Nutzung des Patents durch den Patentinhaber vereitelt hätte.

### Zweifel an Behauptungen der „Goebel-defense“
Alle auf historischen Quellen aus der Lebensspanne Göbels basierenden Einschätzungen beurteilen die behauptete Antizipation der Edison-Erfindung durch Göbel übereinstimmend als unwahrscheinlich und völlig ungesichert. Eine wissenschaftliche Arbeit von 2006 stellte darüber hinaus betrügerische Absichten fest. Der Betrugsverdacht wurde auch schon zur Zeit der Patentprozesse von 1893 von Gegenzeugen, Anwälten der Edison-Seite, Richtern und einigen Journalisten erhoben. Nach diesen Beurteilungen wurde die tatsächliche Biografie Göbels mit einer konstruierten Lampenentwicklerbiografie überlagert, um einen Erfindungserfolg vor Patenterteilung an Edison vorzutäuschen.

#### Zeitgenössische Einschätzungen

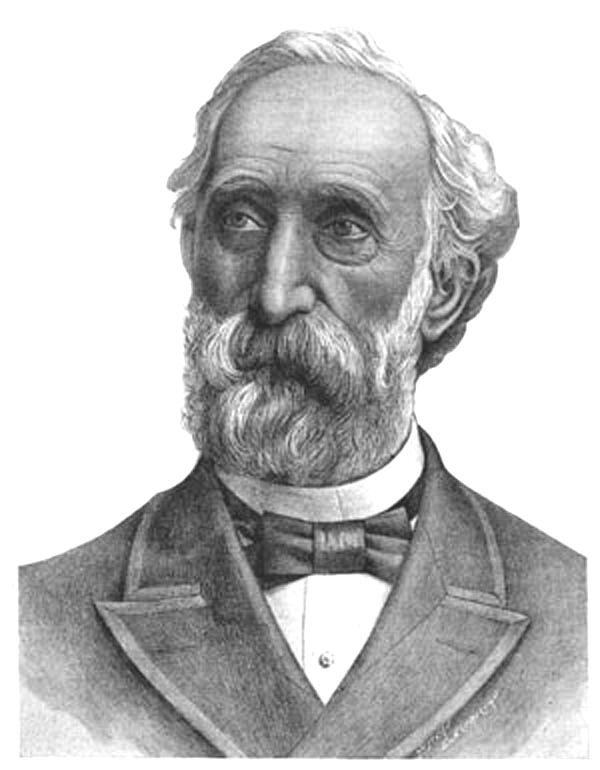
Porträtaufnahme von Göbel aus der Zeitschrift Western Electrician, publiziert auf der Titelseite der Ausgabe vom 16. Dezember 1893 in einem Nachruf.

Mangelnde Glaubwürdigkeit, die Unwahrscheinlichkeit der vorgetragenen Behauptungen und fehlende stichhaltige Beweise waren 1893 der Grund dafür, dass der „Goebel-defense“ in drei von vier Gerichtsentscheidungen keine Erfolgsaussichten in einem Hauptverfahren gegeben wurde. Ferner gaben zahlreiche Widersprüche und Unplausibilitäten Anlass zu Zweifeln in den Gerichtsverfahren. Zur richterlichen Skepsis kommen Zweifel als Resultat unabhängiger Recherchen außerhalb der damaligen Gerichtsverfahren hinzu.
Über eine Recherche in Springe und Hannover berichtete die Londoner Zeitschrift The Electrical Review. Der Verfasser des Artikels, A. M. Tanner, schrieb im Februar 1894, dass er mit dem Professor für Maschinenbau Christian Moritz Rühlmann an der Technischen Hochschule Hannover gesprochen habe. Dieser soll ihm mitgeteilt haben, dass eine Person Münchhausen im Königreich Hannover niemals als Professor bekannt gewesen sei. Professor Rühlmann hielt die Geschichte über Elektroexperimente in den hannoverschen Dörfern um 1840 für amüsant. Er soll nach der Berichterstattung darauf hingewiesen haben, dass nicht einmal das Zubehör für Elektroexperimente in der damaligen Zeit im Königreich Hannover erhältlich gewesen sei.
| “Visit Springe, remarked Professor Rühlmann, and you will probably learn that Goebel evolved all of his alleged electrical experiments out of his inner consciousness, and that they have no foundation in fact.” | „Besuchen Sie Springe, bemerkte Professor Rühlmann, und Sie werden wahrscheinlich erkennen, dass Goebel alle seine angeblichen elektrischen Experimente frei erfunden hat und diese nicht auf Tatsachen basieren.“ |

Professor Münchhausen war auch in Springe niemandem bekannt, und Elektroexperimente Göbels konnte nach Angaben Tanners niemand in Springe bestätigen. Tanner schrieb in seinem Bericht, dass der behauptete Professor Münchhausen ein führender Physiker seiner Zeit gewesen sein und doch zumindest in Deutschland ähnlich bekannt wie Ohm, Bunsen oder Helmholtz sein müsse. In Springe fand er heraus, dass Göbel ein Schlosser war, der später auf Märkten Uhren reparierte, aber kein gelernter Uhrmacher und Optiker. Da die Schilderungen Göbels in den USA Vorstellungen über Springe als ein Zentrum wissenschaftlicher Aktivitäten hervorgerufen hatten, stellte Tanner in seinem Bericht richtig, dass es sich bei Springe um ein mit London und New York nicht vergleichbares Bauerndorf handelte. Tanner vermutete als Resultat seiner Recherchen eine Schwindelgeschichte hinter der in den USA vorgetragenen Antizipationsbehauptung. Auch die deutsche Technikzeitschrift ETZ zweifelte 1893 an Göbels Ansprüchen und zog einen Vergleich zu den betrügerischen Antizipationsbehauptungen im Streit um die Telefonpatente. E.A.Krüger bezweifelte in der Einleitung seines 1894 erschienenen Fachbuches Die Herstellung der Elektrischen Glühlampe die Wahrheit der Göbel-Geschichte.

#### Aktuelle Einschätzungen
Neuere Forschungsarbeiten zur Lebensgeschichte von Göbel bestätigen die bereits 1894 erfolgten Angaben von Tanner, so wurde z. B. 2001 ein Schlosserlehrvertrag aufgefunden.
Göbels Darstellung seiner Herkunft ist verzerrend und kann nicht mit Quellen aus Springe bestätigt werden. Sein Vater war kein Schokoladenfabrikant mit höherer Bildung, sondern ein verarmter Landschaftsgärtner und Hausierer für Schokolade. Es gab im bäuerlich geprägten Springe der damaligen Zeit keine Kreise höherer Bildung, die mit wissenschaftlichen Experimenten beschäftigt waren. Eine höhere Bildung hatten der Arzt, der Apotheker und der Pastor; der Schulunterricht erfolgte durch Kirchenpersonal wie Kantor und Küster. Exemplare der von Göbel angeblich hergestellten Thermometer, Barometer oder geometrischen Instrumente wurden nie aufgefunden.
Die Erfindung basierte nach Angaben Göbels auf Wissensquellen im Raum Springe/Hannover in den Jahren 1837–1848, deren Existenz aber durch Überprüfung nicht bestätigt werden können. Mit der Schule für Technologie, die er erwähnte, meinte Göbel vermutlich die heutige Universität Hannover. Sie hieß ab 1831 Höhere Gewerbeschule. Belege für Zulieferungen eines Handwerkers Göbel wurden nicht aufgefunden. Es sind keine Quellen für Elektroforschungsarbeiten in der damaligen Zeit im Königreich Hannover bekannt. Insbesondere die Existenz eines mehrfach im Zusammenhang mit Elektrizität und Lichtexperimenten namentlich genannten Professors konnte auch durch aktuelle Recherchen nicht verifiziert werden. Unterschiedliche Quellen nennen „Professor Münchhausen“ oder „Professor Mönighausen“ – „Professor Münchhausen“ ist der mehrfach von Göbel genannte Name laut Gerichtsakten, und „Mönighausen“ ist ein erstmals vom Journalisten Franklin Pope 1893 benutzter Phantasiename, denn weder Genealogiedatenbanken noch Onomastikbücher noch Internetsuchmaschinen ergeben Hinweise auf die Verwendung des Namens „Mönighausen“ als Familienname.
Unabhängig vom Gerichtsverfahren entstandene Dokumente wie der Bericht der New York Times von 1882 unterstützen Zweifel an den Behauptungen von 1893. Göbel behauptete 1893 die Antizipation des Kohleglühfadens aus Bambus und seine ausschließliche Verwendung dieses Materials seit 1872, nannte 1882 aber Schilfgras als Material.
Die philologische Analyse des umfangreichen Textmaterials für wissenschaftliche Arbeiten ergab etliche weitere Widersprüche und Unplausibilitäten. Offenkundig völlig unwahrscheinliche Aussagen wie die angebliche Herstellung von Lampen in Erbsengröße, die Herstellung elektromagnetischer Maschinen in Springe sowie offensichtliche Anspielungen auf die literarische Gestalt des „Lügenbarons“ Münchhausen lassen unterschiedliche Deutungen zu. Möglicherweise konnte Göbel bei nachlassenden Geisteskräften die Glaubwürdigkeit seiner falschen Angaben nicht mehr abschätzen. Die Möglichkeit von Realitätsverlust wurde auch im Electric-Patentstreit durch Richter Seaman geäußert. Hans-Christian Rohde stellt in seiner Dissertation von 2006 die These auf, dass Göbel zur Erleichterung seines Gewissens in den Gerichtsverfahren zu verstehen geben wollte, dass die Geschichte nicht stimmte. Er bewertet die behauptete Antizipation der Edison-Erfindung wie folgt:
„Die Geschichte von Henry Goebels Glühlampen diente 1882 und 1893 dazu, unmittelbare wirtschaftliche Interessen zu fördern. Die Absichten der Akteure müssen als betrügerisch gewertet werden.“
Als Ergebnis seiner Prüfung des Beweismaterials der Patentprozesse und unabhängig entstandener Archivalien stellt Rohde fest:
„Es gibt nicht den geringsten Beweis aus der Zeit vor 1880, der stützen könnte, dass Henry Goebel in irgendeinem Zusammenhang mit der Herstellung von elektrischen Glühlampen stand.“
Die erstmals angesichts einer Lampenausstellung 1882 durch Göbel hervorgebrachten Behauptungen dienten nach Analyse von Hans-Christian Rohde der Suche nach Investoren für eine Lampenproduktion. Die Geschichte war in Fachkreisen bekannt. Sie wurde von Anwälten 1893 zur „Goebel-Defense“ ausgestaltet und sei für den Kampf gegen das Edison-Patent instrumentalisiert worden. Verdrehung von Tatsachen durch parteiliche Sachverständige und Verfälschung von Zeugenaussagen sei Teil der Strategie gewesen.
Göbel erschien 1893 vor keinem Gericht persönlich. Sein Gesundheitszustand kurz vor seinem Tod ist unklar. Indizien sprechen dafür, dass die Verteidigung in den Patentprozessen von 1893 als betrügerisches Konstrukt von Anwälten und einem mit Edison zerstrittenen Elektroexperten im Interesse der Edison-Wettbewerber zu beurteilen ist. Es ist unbekannt, ob Göbel sich aus freien Stücken in diese Verfahren verstrickte oder ob er dem Drängen von Anwälten und seinen Söhnen nicht widerstehen konnte. Über die Rolle und Mitverantwortung Göbels besteht kein klares Bild, da die verfügbaren Quellen unterschiedliche Deutungen erlauben. Göbel hat die Geschichte seiner angeblichen Glühlampenarbeiten vor 1880 in den Grundzügen zweifelsfrei selbst aufgebracht, was in neueren Arbeiten entweder als Angeberei oder als Hochstapelei beurteilt wird. Auch werden seine Versuche, 1882 am Glühlampengeschäft teilzuhaben, als unredlich beurteilt. Das Ausmaß seiner Verantwortung für den Schritt zu nach aktuellen Beurteilungen beeideten Falschaussagen 1893 im Kontext von Gerichtsstreitigkeiten um große finanzielle Interessen Dritter ist indes unklar.
Ungeachtet der fehlenden Indizien für eine Antizipation der Glühlampen-Erfindung von Thomas Alva Edison waren Göbels Chancen durch Bildung, Zeit und Geld enorm reduziert. Dennoch gelang es dem in wirtschaftlich bescheidenen Verhältnissen lebenden Auswanderer, der eine Großfamilie ernähren musste und keinen Zugang zum Wissensfortschritt in Universitätskreisen hatte, in der Hochtechnologie-Branche seiner Zeit ab 1881 als mittlerweile 63-Jähriger zu arbeiten und patentierbare Techniken zu entwickeln. Die in den Patenten dokumentierten Arbeiten zeigen, dass Göbel Lösungskompetenzen für mechanische und feinmechanische Probleme besaß. Wissen in den Bereichen der Elektrophysik und der Vakuumphysik war für diese Patente nicht erforderlich.

### Technische Realisierbarkeit

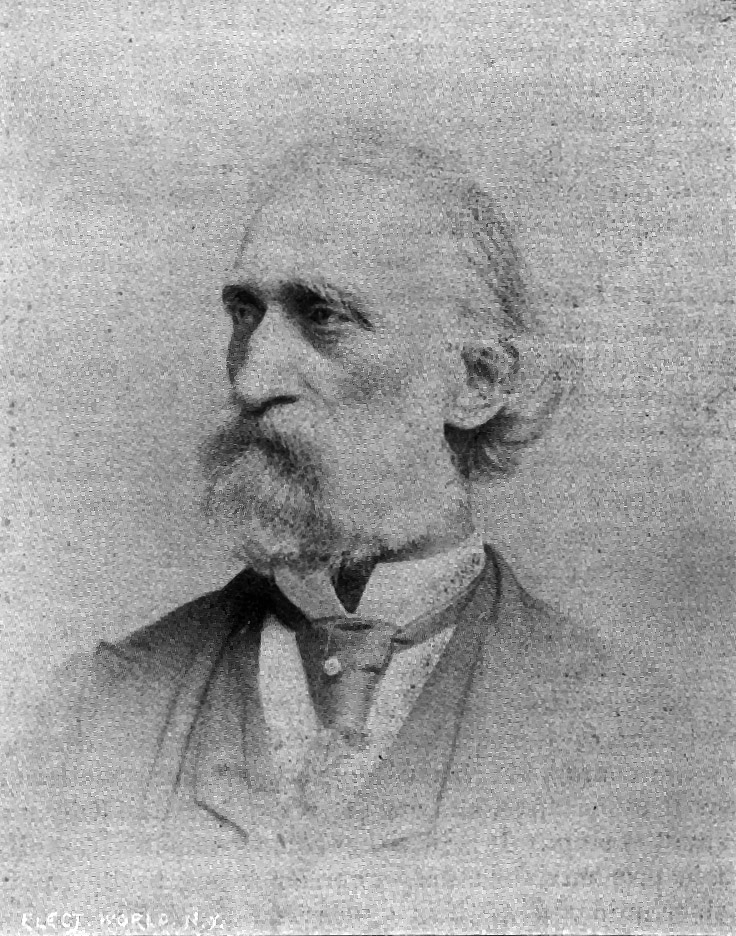
Frühestes von den Medien veröffentlichtes Göbel-Foto (Electrical Engineer 25. Januar 1893)

Marc Greuther, Kurator am Henry-Ford-Museum in Dearborn (Michigan), und Frank Dittmann, Kurator am Deutschen Museum in München, beurteilten in einer 2007 ausgestrahlten TV-Dokumentation die Lösung der komplexen Probleme und deren produktionstechnische Handhabbarkeit durch Göbel als unwahrscheinlich. Marc Greuther nannte ca. 200 notwendige Einzelschritte zur Produktion einer Glühlampe mit der damals verfügbaren Technik. Dies unterstützt die damalige Meinung von Thomas Alva Edison, der in einer eidesstattlichen Erklärung der Patentprozesse von 1893 sagte, dass Göbel der ungewöhnlichste Mensch aller Zeiten sein müsse, wenn er allein durch die Kraft seiner Gedanken das von der Edison Electric Light Company erarbeitete Forschungswissen vorwegnahm.
Die Entwicklung einer Glühlampe erfordert die Lösung zahlreicher Probleme und eine hohe Fertigungspräzision, die allein den Schritt von einem Glüheffekt zu einer dauerhaft nutzbaren Glühlampe ermöglicht. Gutachter in den Patentprozessen von 1893 bezweifelten neben der Fähigkeit Göbels zur Lösung der Probleme auch die Tauglichkeit behaupteter Produktionsverfahren und Konstruktionen für eine dauerhaft nutzbare Glühlampe.
Mehr noch als bei den zuvor benutzten Platinfäden treten bei der Herstellung funktionierender Kohlefadenlampen diverse Schwierigkeiten auf. Dazu zählen die präzise Fertigung eines langen, dünnen Kohlefadens mit gleichmäßigem Querschnitt, die Erreichung eines Vakuums von hoher Qualität, die Empfindlichkeit des spröden Fadens, die Verbindung von Metall und Kohlematerial sowie die Notwendigkeit eines komplexen Verfahrens zur Beseitigung der im Kohlematerial eingeschlossenen und anhaftenden Gase. Da Göbel in den 1850er-Jahren keine Vakuumpumpe und keine Messinstrumente verfügbar hatte, werden seine Fähigkeit der Erzeugung eines hinreichenden Vakuums und der exakten Einstellung des Glühfadens auf das kleine, einen dauerhaften Betrieb erlaubende Temperaturfenster insbesondere bezweifelt.
Ferner ist die Eignung der in den 1850er-Jahren verfügbaren Stromquellen für den von Göbel behaupteten Einsatz auf einem Pferdewagen zur Teleskopbewerbung mit Elektrolicht zweifelhaft. Cyrus Brackett, Professor für Physik in Princeton und Gutachter der Edison-Seite in den Patentprozessen 1893, nannte 300 bis 400 Pfund Gewicht für die notwendige Stromquelle. Die Finanzierbarkeit der damals hohen Kosten für Batteriestrom aus den Erlösen als Schausteller eines Teleskops ist unwahrscheinlich. Es handelt sich bei den Batterien der 1850er-Jahre um Säuren in offenen Behältern. Die Anwälte der „Goebel-Defense“ reagierten mit einer abgeänderten Behauptung Göbels, wonach er wegen der Stromquellenprobleme nur gelegentlich Elektrolicht zur Bewerbung seines Teleskopwagens eingesetzt und häufiger Öllampen verwendet haben soll.
Die von der deutschen Legende gerühmten handwerklichen Fähigkeiten Göbels wurden in den Patentprozessen 1893 im Punkt Glasbearbeitung in Zweifel gezogen. Die hochwertige Glasbearbeitung von Lampe 4 wird einem ausgebildeten Glasbläser zugeschrieben. Die Edison-Gutachter reklamierten, dass keine der von Göbel angeblich selbst reproduzierten Lampen diesem wichtigen Beweisstück entsprach.
Es gibt keine wissenschaftlichen Arbeiten zur Klärung des Gutachterstreits von 1893 zu den skizzierten technischen Problemkomplexen. Marc Greuther hat 2006 die verschollen geglaubten Göbel-Lampen der Patentprozesse 1893 wieder aufgefunden. Edward Covington hat im April 2006 diesen Fund dokumentiert und im Internet veröffentlicht. Unter den aufgefundenen Lampen befinden sich auch die Beweisstücke 4 und 9, die das Edison-Patent tangierten.

## Entwicklung der Göbel-Legende

### Franklin L. Pope (1893)

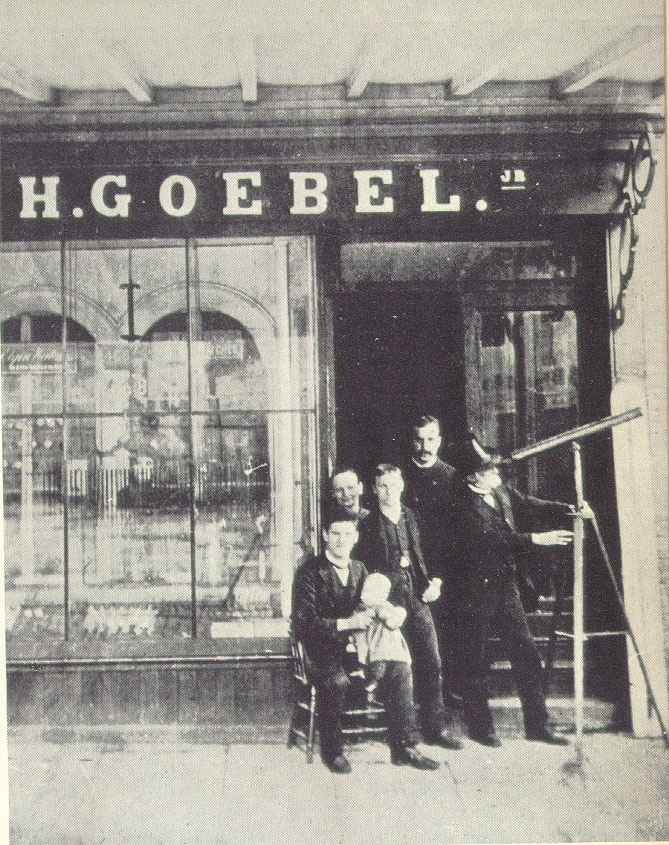
Vermutlich gestelltes Foto aus 1893 von Göbel mit Teleskop vor dem Göbel-Laden zur Stützung der Göbelgeschichte; tatsächliches Aufnahmedatum unbekannt zwischen 1886 und 1893

Franklin Leonard Pope war nach Angabe von Biografen einer der angesehensten Männer der US-Elektrobranche und ein hochbezahlter Berater in Patentangelegenheiten jener Zeit. Er war zudem Herausgeber der Fachzeitschrift Electrical Engineer, Präsident des American Institute of Electrical Engineers und arbeitete als angesehener Gerichtssachverständiger. Pope lernte im Alter von 29 Jahren den damals mittellosen 22-jährigen Thomas Alva Edison kennen und gründete das erste Elektrounternehmen, an dem Edison beteiligt war. Pope hat offenkundig den Aufstieg seines Ex-Freundes Edison zwiespältig gesehen. Als Gutachter vertrat Pope häufig Kläger gegen Edison-Unternehmen und relativierte publizistisch Edison zugeschriebene Erfinderleistungen.
Pope schrieb noch vor den Gerichtsentscheidungen einen positiven Artikel über Göbel, mit dem Titel The Carbon Filament Lamp of 1859—The Story of an Overlooked Invention („Die Kohlefadenlampe von 1859 – Die Geschichte einer übersehenen Erfindung“). Dieser Artikel ist die publizistische Ur-Quelle der Göbel-Legende. Als Sachverständiger vertrat Pope 1893 zudem gerichtlich die Göbel-Seite.
Der Artikel vermittelte den der Öffentlichkeit bis dato unbekannten Göbel als übersehenes Erfindergenie und Sensation und ließ Göbels Ansprüche bereits vor den Gerichtsverfahren als gerechtfertigt erscheinen. Der Artikel erschien bereits zwei Tage nach schriftlicher gerichtlicher Einbringung der „Goebel-defense“, was ein Indiz für eine Vorbereitung und geplante zeitliche Koordination ist. Hans-Christian Rohde beurteilt in seiner Dissertation Pope als betrügerisch agierenden technischen Berater der „Goebel-defense“.
In dem Artikel von Januar 1893 stehen offenkundig unzutreffende Tatsachenbehauptungen. Beispielsweise wird der Vater Göbels als Konsul der Niederlande in New York präsentiert. Ob Göbel der Informant war oder ob Pope bzw. die Anwaltskanzlei Witter & Kenyon diese Behauptung aufstellte, um Göbel im Interesse der Kanzlei oder von Edison-Wettbewerbern zu positionieren, ist unklar.
Franklin Pope behauptet in seinem Artikel, der als Titelgeschichte des Electrical Engineer vom 25. Januar 1893 erschien, etliche zu den Aussagen Göbels abweichende Sachverhalte. Beispielsweise verwendet er den Namen Mönighausen statt Münchhausen für Göbels behaupteten Lehrer. Im Artikel wird auch die Verwendung der erst 1866 erfundenen Zink-Kohle-Batterien bei den angeblichen Entwicklungen Göbels in den 1850er-Jahren behauptet. Göbel selbst nannte lediglich chemische Wirkung von Zellen als Stromquelle. Die Wiederholung dieser Informationen in späteren Artikeln in Zeitungen verschiedener Länder belegt die Bedeutung von Franklin Pope bei der Entstehung der Legende.
Die Wahrnehmung der Goebel-Geschichte in anderen Medien und durch spätere Technikhistoriker erfolgte durch den Pope-Artikel vom Januar 1893 und nicht durch das komplexe Gerichtsverfahren mit mehreren tausend Seiten Dokumenten. Popes Artikel wurde sowohl zum Erscheinungszeitpunkt als auch später als gut recherchierter journalistischer Fachartikel fehlgedeutet.
Die Annahme ist naheliegend, dass die Elektroindustrie ihre Probleme mit dem Edison-Patent und der Marktmacht Edisons mit dem angesehenen Berater Pope besprochen hat. Die Konstruktion der „Goebel-defense“ als Intrige gegen Edison ist als Ergebnis solcher Gespräche denkbar. Persönliche Interessen von Pope, Geschäftsinteressen der Anwälte Witter & Kenyon und industrielle Interessen der Edison-Wettbewerber kamen möglicherweise zusammen, wobei Göbel eventuell nicht mehr als ein Mittel in deren Machtkämpfen mit für den Zweck geformter Biografie darstellte.
Nach der Gerichtsentscheidung in St. Louis fasste der Electrical Engineer Göbels Arbeit mit „crude work“ („unausgereifte Arbeit“) zusammen. Es sei aber jetzt eine große Herausforderung, Göbels Ansprüche zu widerlegen, denn die Beweislast beruhe jetzt auf den Klägern (Edison Electric Light Co.). Zwischenzeitlich sei die Kunst der Lampenherstellung frei von Urheberrechten und das werde auch so bleiben. Dies spielte darauf an, dass ein Hauptverfahren vor dem Patentauslauf nicht durchgeführt werden konnte und Edison juristisch ausmanövriert war. Als bedeutender Erfinder spielte Göbel drei Monate lang seine Rolle in industriellen Auseinandersetzungen und dem Kampf zwischen den verfeindeten Männern Pope und Edison.
Edward Covington weist darauf hin, dass Pope in der 1894 erschienenen zweiten Auflage seines Buches Evolution of the Electric Incandescent Lamp („Entwicklungsgeschichte der Glühlampe“) Göbel mit keinem Wort erwähnt.

### 1893–1945
In der Berliner Technikzeitschrift ETZ, Heft 7 des Jahrganges 1893, wurde die Göbel-Legende erstmals in Deutschland behauptet. Als Quelle diente der Artikel von Franklin Pope. Dem Autor war möglicherweise unbekannt, dass dieser Artikel im Vorfeld von gerichtlichen Patentstreitigkeiten erschien, an denen Pope als Gutachter einer Partei beteiligt war. Die in anstehenden Gerichtsverhandlungen in den USA zu beweisenden Lampenentwicklungen Göbels vor Patenterteilung an Edison wurden so auch in Deutschland als unzweifelhafte Tatsache publiziert.
1893 erschien im Heft 18(?) auf Seite 206, Jahrgang XIV. der ETZ ein kritischer Artikel zum Glühlampenstreit in Amerika und zu Göbels Ansprüchen. Die Berichterstattung ist skeptisch und kommt zu dem Schluss „… die romantische Geschichte des armen Erfinders Goebel wird bald der Vergessenheit anheimfallen.“
Die Geschichte blieb dann offenkundig 18 Jahre lang unbeachtet, ehe der Berliner Technikhistoriker Lothar Arends sie 1911 publizierte. Er sah in Göbel insbesondere den Erfinder der elektrischen Leuchtreklame. Arends blieb auf Gegenfrage der damaligen Quellenforschung für Geschichte der Technik und Naturwissenschaften in Berlin (Q.F.G.) Belege und Quellenangaben schuldig. 1912 schrieb dann der Technik-Historiker Franz Maria Feldhaus, der mit Arends in Kontakt stand, in der ETZ von der Göbel-Legende mit frei erfundenen Behauptungen wie „… hervorragende Schulbildung, Wohlstand in Amerika“ und ähnliches. 1915 publizierten die Geschichtsblätter für Technik, Industrie und Gewerbe nach Informationen von Arends in Nr. 5 und 6 die Göbel-Legende.
Basierend unter anderem auf diesen sachlich falschen Informationen brachte der promovierte Berliner Ingenieur Hermann Beckmann 1923 in Deutschland die Behauptung in Umlauf, die Erfindung Göbels sei durch ein Gerichtsurteil in dritter und letzter Gerichtsinstanz bewiesen worden. Der Artikel enthält neben dem falschen Leistungsnachweis zahlreiche weitere Mängel, so etwa verwechselte Beckmann das Erscheinungsdatum eines Nachrufs (16. Dezember 1893) mit dem Sterbedatum von Göbel (4. Dezember 1893). Beckmann gibt Quellen für seinen Artikel an, in denen jedoch etwas völlig anderes als in seinem Artikel steht. Beispielsweise gibt er den Bericht des Journalisten Tanner, der die „Göbel-Münchhausen-Lampengeschichte“ nach einer Recherche in Springe anzweifelte, als bestätigende Quelle für seine nationale Erfindergeschichte an. Beckmanns Urteil über Göbel lautete: „Der deutsche Erfinder Göbel verdient es, an erster Stelle unter den Pionieren der Elektrotechnik genannt zu werden.“
Der Verband VDE und interessierte Industriekreise nahmen den Artikel von Beckmann auf und verhalfen der Beckmann-Geschichte des Erfinders Göbel zu ihrer Bedeutung. 1926 erfolgte die Aufnahme des Eintrags „Heinrich Göbel“ in Meyers Konversations-Lexikon, 1928 in die Brockhaus Enzyklopädie. In der 1929 bis 1931 in Berlin errichteten Großsiedlung Siemensstadt, die im Juli 2008 in die UNESCO-Liste des Weltkulturerbes aufgenommen wurde, wurden ein Platz und eine Straße nach Göbel benannt. Beckmann hielt auch am 14. September 1929 bei der Anbringung einer Gedenktafel am angeblichen Geburtshaus von Göbel in Springe die Festrede. Die Elektrotechnische Gesellschaft Hannover initiierte die Ehrung.

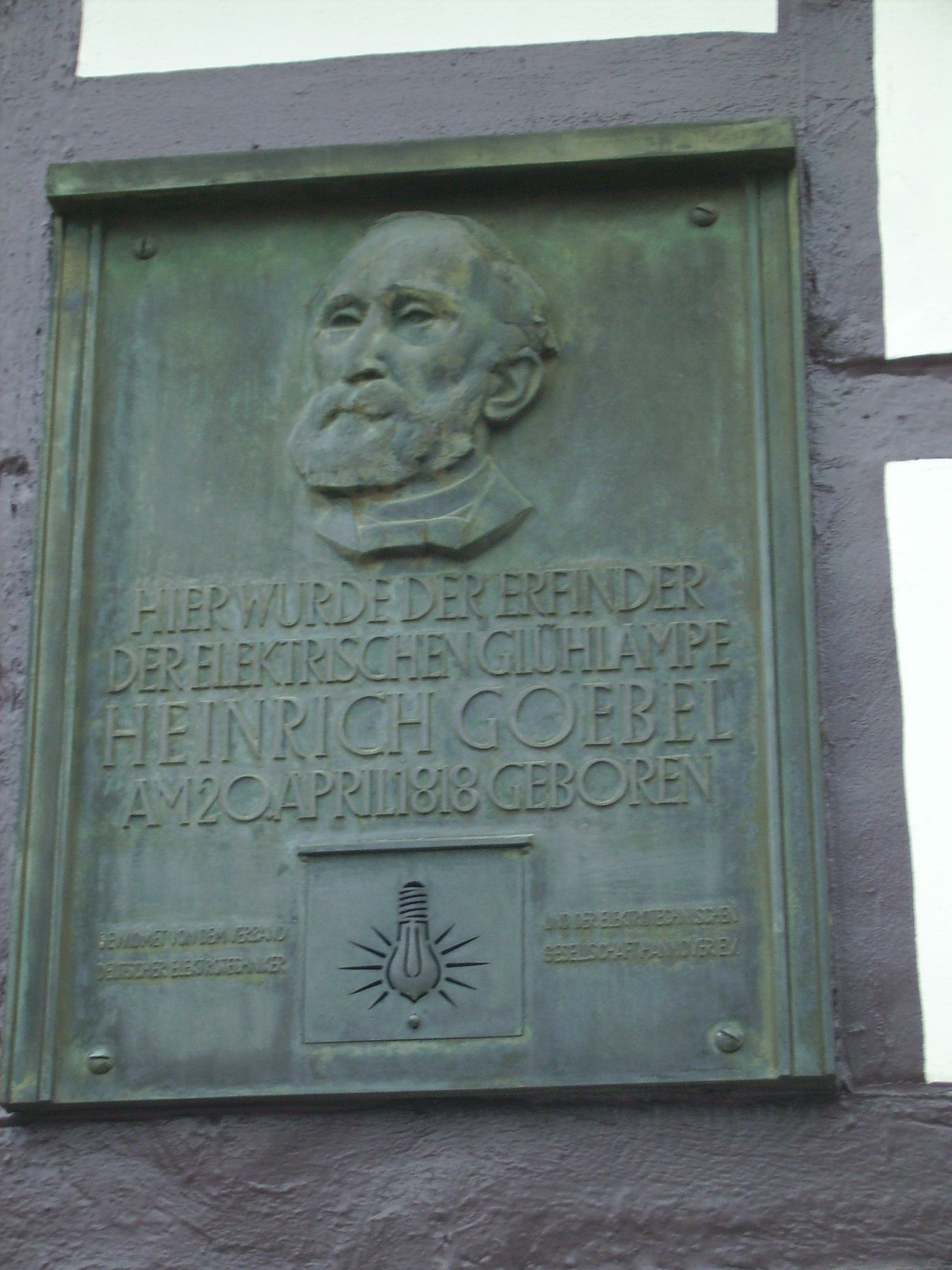
Gedenktafel von 1929 am deklarierten Geburtshaus mit dargestellter Edison-Glühlampe und Edison-Schraubsockel. Gewidmet von dem VERBAND DEUTSCHER ELEKTROTECHNIKER und der ELEKTROTECHNISCHEN GESELLSCHAFT HANNOVER.(Gestaltet von Hermann Scheuernstuhl)

Die Elektrotechnische Zeitung berichtete über die Festrede:
„Dr. Beckmann, dem das Verdienst zukommt, den Namen Goebel der Vergessenheit entrissen zu haben, erbrachte in lückenloser Darstellung der Erfindertätigkeit Heinrich Goebels und des seinerzeitigen amerikanischen Gerichtsverfahrens den schlüssigen Beweis für die Prioritätsansprüche Heinrich Goebels auf die erstmalige Herstellung und betriebsfertige Vorführung der ersten brauchbaren Kohlenfadenlampe. … Sein Schlusswort klang aus in dem Mahnruf ‚Ehret eure deutschen Meister!‘.“
Es ist unklar, ob Hermann Beckmann irrte oder fälschte, und ob die anwesenden Professoren der Technischen Hochschule Hannover bei der Gedenkfeier 1929 in Springe die Beckmann-Geschichte nicht prüften oder eine Fälschung deckten. Beckmann, der 1933 verstarb, sah die unabhängig erfolgten Leistungen von Swan und Edison anders als viele spätere Autoren der Legende aber nicht geschmälert.
Sprachliche Ungenauigkeiten von Journalisten und von Beckmann führten dazu, dass aus der behaupteten Entwicklung der ersten Glühlampe mit Kohleglühfaden die Erfindung der Glühlampe schlechthin und mitunter die Erfindung des elektrischen Lichts wurde. Tatsächlich wurden Glühlampen anderen Typs (mit Platinglühfaden) schon in den 1840er-Jahren patentiert; elektrische Lichtbogenlampen wurden bereits Anfang des 19. Jahrhunderts vorgestellt und beleuchteten 1844 den Place de la Concorde in Paris.
Beckmanns Artikel hinterfragte man lange Zeit nicht mehr. Die Göbel-Legende verbreitete und verfestigte sich in der nationalsozialistischen Zeit. Die behauptete Leistung Göbels 25 Jahre vor Menschen anderer Nationen entsprach der NS-Ideologie; mehrere Benennungen nach Göbel erfolgten zu dieser Zeit. Beispiele sind die Heinrich-Göbel-Realschule in Springe (1939) und die Heinrich-Göbel-Straße in München (1938). 1938 bezeichnete die nationalsozialistisch kontrollierte Presse die Gedenktafel am angeblichen Göbel-Geburtshaus als Mahnmal einer deutschen Erfindertat und kleines deutsches Heiligtum. Vom Göbel-Bild jener Zeit vermittelt das 1939 erschienene Buch Männer am Werk – Lebensbilder deutscher Erfinder und Forscher einen Eindruck:
„Und nun - nun sagen es Amerikas höchste Richter: ‚Du, Heinrich Goebel, bist der wirkliche Erfinder dieses Lichtes!‘ Vater Goebel verzeiht sogar dem Edison seinen Diebstahl. Mag der Yankee Geld verdienen, soviel er will. Mag die General Electric Co. Millionen scheffeln, immerzu! Er, der Deutsche, hat das Antlitz der Welt verzaubert! … Deutsche, immer wieder Deutsche, bescheidene Menschen, Bastler und Gelehrte, ohne Gier nach Geld und Ruhm, aber Könner, ganze Könner, – Wohltäter der Menschheit.“

### Seit 1945

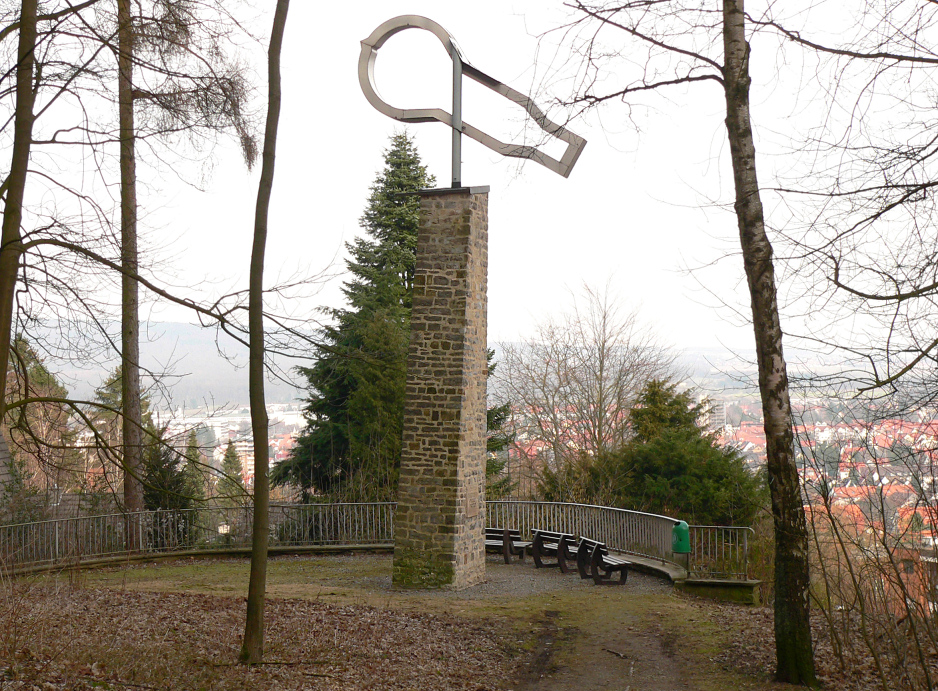
Glühlampensymbol auf der Göbel-Bastei oberhalb von Springe

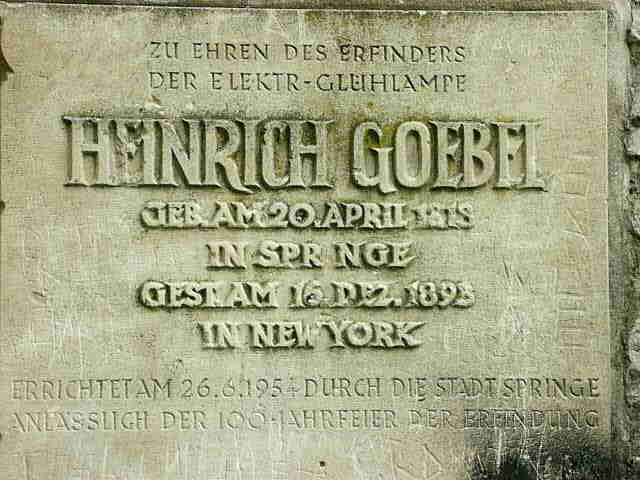
Inschrift der Göbel-Bastei in Springe mit falschem Todesdatum nach Beckmann

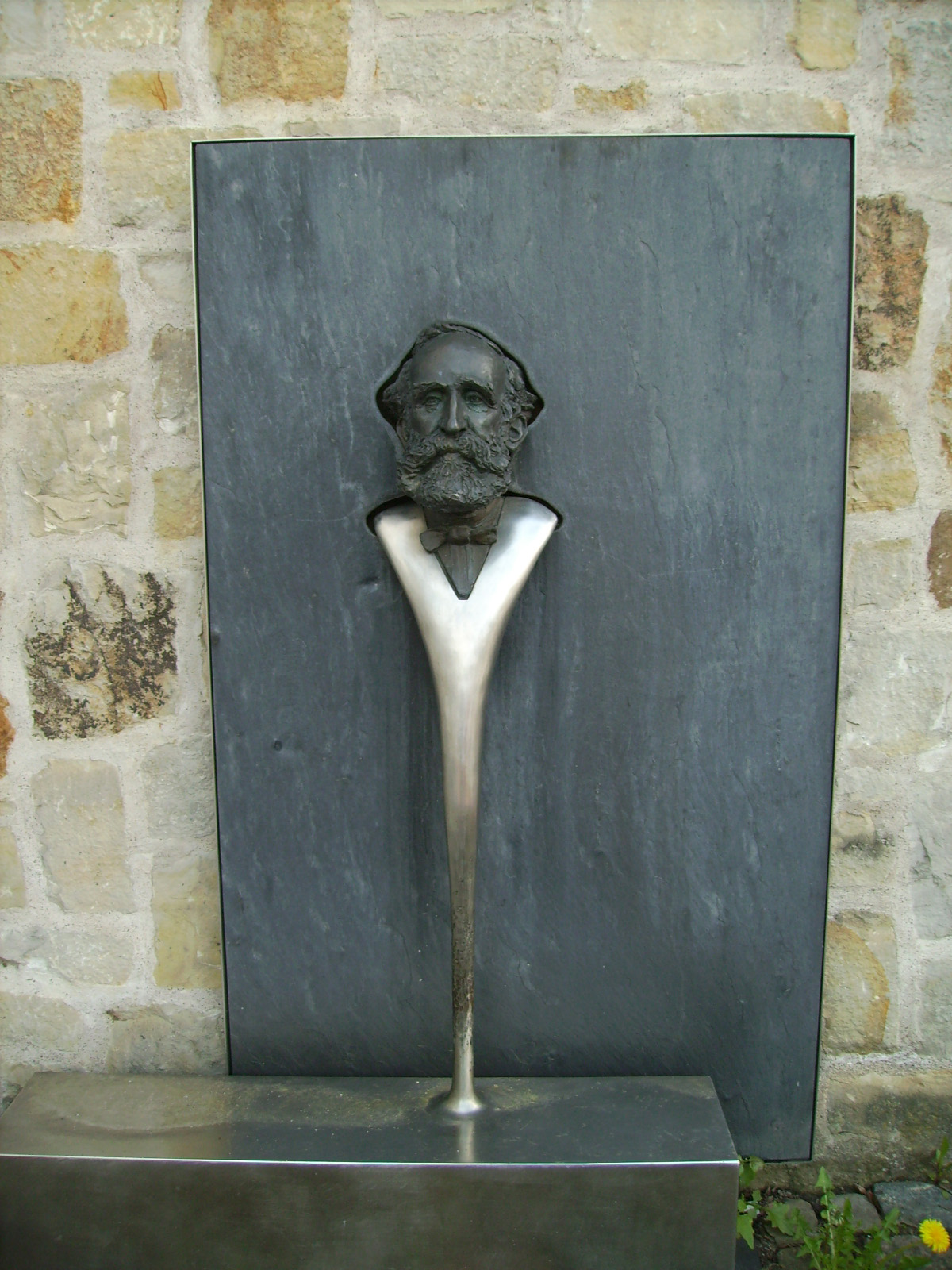
1993 in Springe errichtetes Denkmal „Die Befruchtung der Dunkelheit durch Mr. Flaschenlicht“

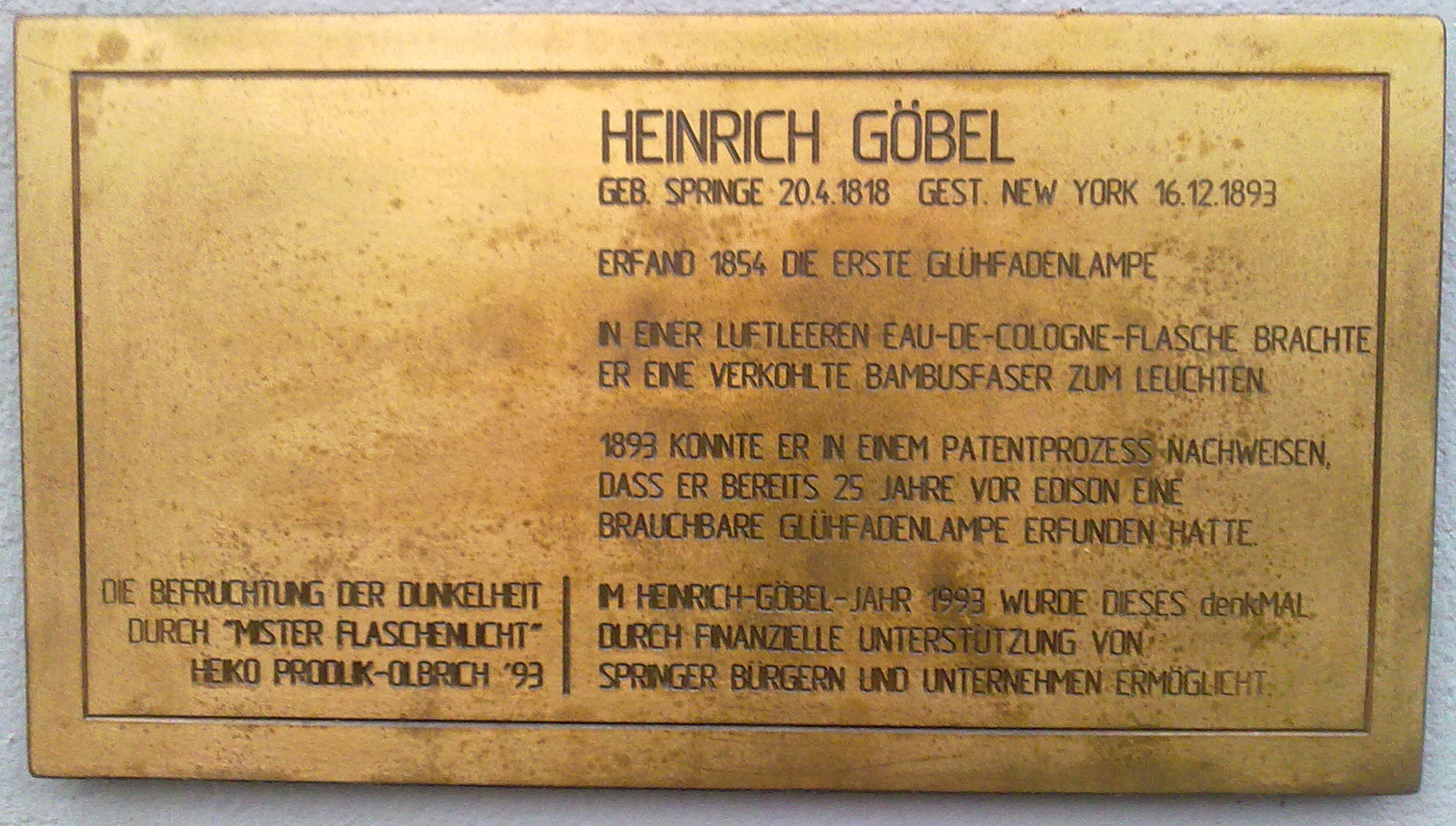
Beschriftung des Göbel-Denkmals am Amtsgericht Springe, mit Behauptung eines Patentprozesserfolgs sowie der technisch unmöglichen Parfümflaschenlampe

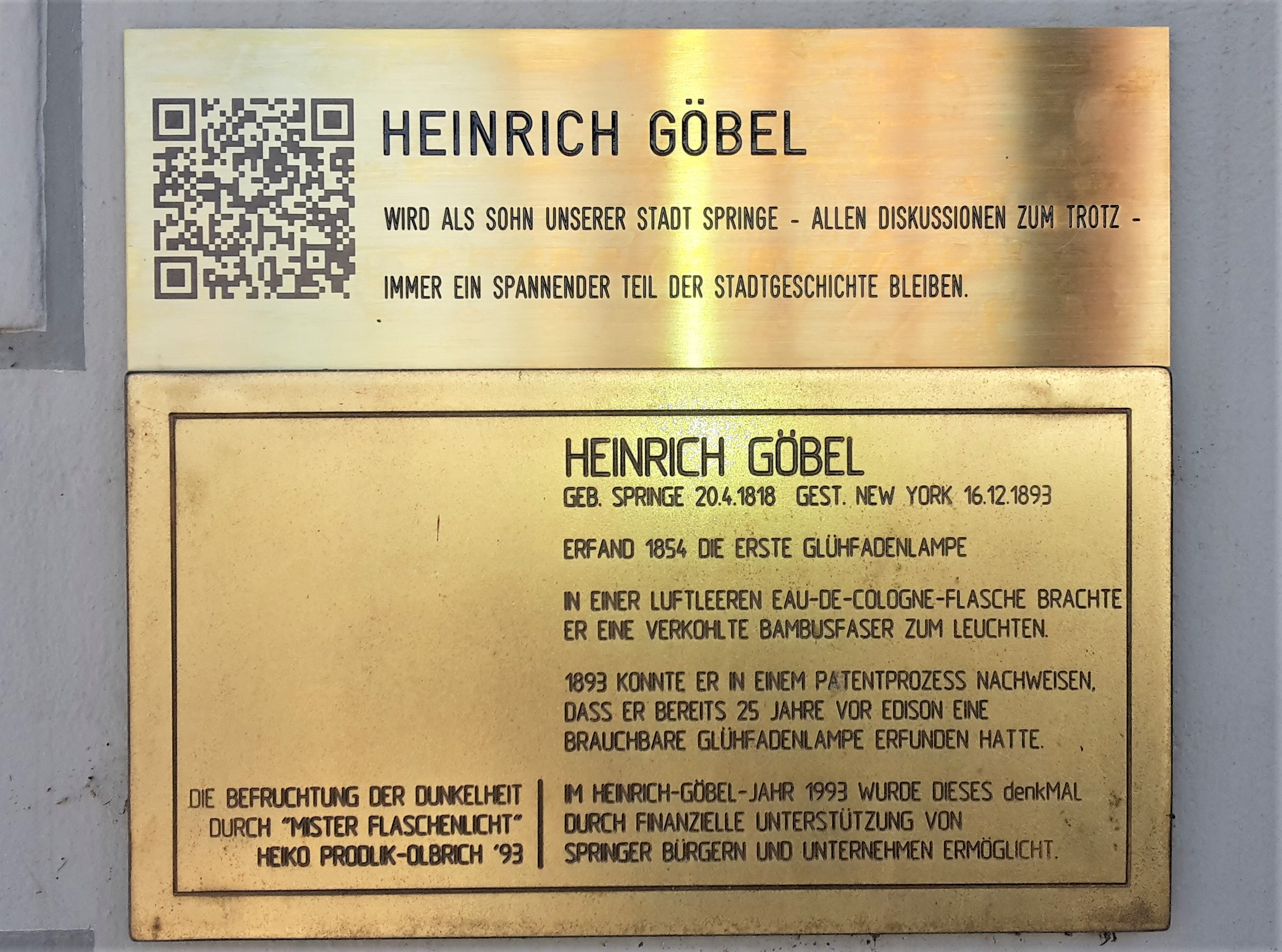
Aktualisierte Beschriftung des Göbel-Denkmals am Amtsgericht Springe, Juni 2021

Die Legendenvarianten der nationalsozialistischen Zeit waren nicht mit den Nachkriegsbeziehungen zu den Vereinigten Staaten vereinbar. Neue Legendenvarianten übertrugen deswegen den Aussöhnungsgedanken auf die Legendenfiguren Göbel und Edison; so etwa soll Edison Göbels Leistung, der sich seinerseits als Vorläufer eines noch größeren Erfinders sieht, bewundert haben. Negative Charakterzuschreibungen Edisons entfielen in den Darstellungen, während die in der nationalsozialistischen Zeit gebildete idealistische Charakterdarstellung der Legendenfigur Göbel beibehalten wurde.
1949 erschien als Ergebnis einer Forschungsarbeit am Massachusetts Institute of Technology das Standardwerk The Electric-Lamp Industrie: Technological Change and Economic Development from 1800 to 1947 von Arthur A. Bright. Bright stellt fest, dass Göbel entgegen seiner Bezeichnung als Erfinder der Glühlampe durch einige deutsche Autoren erstmals 1885 in Fachliteratur erwähnt wird, seine Arbeit nie Bedeutung für die kommerzielle Produktion von Lampen hatte und nie in wissenschaftliches Wissen zum Nutzen künftiger Experimentatoren eingegangen ist. Brights Darstellung der Gerichtsverfahren in Boston und St.Louis widerspricht der Behauptung Beckmanns eines Prioritätsurteils zu Gunsten Göbels in letzter Instanz.  Redaktionen von Lexika, Autoren von Fachbüchern und Technikmuseen in Deutschland haben die Bewertung Göbels in diesem Standardwerk ignoriert.
Abschriften von eidesstattlichen Aussagen der „Goebel-defense“ kamen auf unbekannte Weise vor der Verfügbarkeit von Kopiergeräten, vermutlich Anfang der 1950er-Jahre, nach Springe. 1954 beschäftigte sich eine Schulklasse mit deren Übersetzung. Eine Auswertung der ca. 530 Seiten und ein Abgleich mit der Legende fand jedoch nicht statt. Die Unterlagen in Springe blieben bis 1998 unbeachtet.
1954 wurde eine Göbel-Bastei in Springe errichtet. Der Glühbirnenhersteller Osram verbreitete die Göbel-Legende in Prospekten und später auf Internetseiten. 1956 erschien der Roman von Walter Rüsch Die leuchtende Flasche. Das Leben des Erfinders Heinrich Göbel. Franz Bauer, Rektor einer Volksschule in Nürnberg, veröffentlichte eine episch ausgestaltete Variante der Legende 1964 als Jugendbuch unter dem Titel Die Sonne der Nacht. Eine Göbel-Produktion des Schulfunks schmückte die Legende mit phantasievollen Details aus und behauptete z. B. die Vakuumversieglung angeblicher Göbel-Flaschenlampen mit Murmeln. In Berlin-Neukölln war eine Oberschule von 1967 bis 1989 nach Göbel benannt.
Eine Fortentwicklung des Erfindermythos in der DDR ist nicht bekannt. In Nachschlagewerken wurde jedoch auch dort Göbel als Glühlampenerfinder auf Basis des von Beckmann 1923 behaupteten Gerichtserfolges geführt.
Die Lokalpresse in Springe berichtete über Göbel über 70 Jahre hinweg unkritisch und schrieb ihm Leistungen zu, die dieser nicht für sich reklamierte, sondern hauptsächlich Prof. Münchhausen zuschrieb. 1993 wurde zum 100. Todestag ein weiteres Göbel-Denkmal in einer Nische des Amtsgerichts Springe aufgestellt, welches der erstellende Künstler Heiko Prodlik-Olbrich Die Befruchtung der Dunkelheit durch Mister Flaschenlicht nennt.
1989 wurde in einem in der Schweiz erschienenen Buch die deutsche Darstellung der Geschichte der Glühlampenerfindung kritisiert.
Bereits in den 1990er-Jahren wurde der Eintrag „Heinrich Göbel“ aus der Brockhaus Enzyklopädie gestrichen. Zur Begründung teilte das Bibliographische Institut & F. A. Brockhaus mit: „Der allgemeine Bekanntheitsgrad Göbels, der sich in dem Problem Belege zu finden widerspiegelt, rechtfertigte keine Aufnahme in die neue Auflage unseres Lexikons“. Daraufhin verabschiedete der Rat der Stadt Springe am 15. Oktober 1998 eine Resolution für die Eintragung in das Werk. Überregionale Zeitungen wie Die Zeit und mehrere Fernsehsender berichteten.
Aus Reaktion auf das Problem der fehlenden Belege gründete Friedrich Gisselmann in Folge den „Heinrich-Göbel-Stammtisch“ für die Pflege und Recherche der Geschichte. Aus diesem Kreis wurde auch erstmals in Deutschland veröffentlicht, dass die Behauptung Beckmanns eines über drei Gerichtsinstanzen gewonnenen Patentprozesses unzutreffend ist und es weitere Unstimmigkeiten zwischen Quellen und Legende gibt. Das Museum auf dem Burghof in Springe begann um das Jahr 2000 mit der Beschaffung von Quellen. Einige Unstimmigkeiten wurden entdeckt und korrigiert.
Kritiklose Würdigung von Göbel fand indes weiterhin statt. Beispiele hierfür sind die Jubiläumsfeier „150 Jahre Glühlampe“ in Springe 2004 und eine im selben Jahr herausgegebene Göbel-Briefmarke. Nach einer Berichterstattung im Rahmen der ZDF-Sendung Unsere Besten – die größte Erfindung im Juni 2005 schrieb die Neue Deister-Zeitung vom 21. Juni 2005: „Der Springer gehört zu den größten Erfindern der Menschheitsgeschichte – so lautet das Ergebnis einer ZDF-Umfrage.“
Der Verband VDE, der das Entstehen der Göbel-Legende mitverantwortet, verbreitete die Göbel-Legende bis 2010 und interpretierte sie für seine Interessen. Die Initiative Partner für Innovationen von Bundesregierung, Verbänden und Industrieunternehmen hat 2005 eine Publikation Deutsche Stars – 50 Innovationen, die jeder kennen sollte über Erfindungen aus Deutschland herausgegeben. Die Glühlampe wird als deutsche Erfindung behauptet, Göbel ist einer der 50 Stars der weltweiten Imagekampagne.
Ab Mitte 2005 erschienen auch in Deutschland Publikationen, die die Legende als solche charakterisierten und durch eine quellenbasierte Darstellung ersetzten.
Wegen neuer Forschungsergebnisse wurde die Göbel-Ausstellung im Museum Springe im Dezember 2005 geschlossen. Die Lokalpresse in Springe berichtete über neue Forschungsergebnisse mehrmals ab Dezember 2005.
Die 21. Auflage des Brockhaus hat den Eintrag „Heinrich Göbel“ mit dem falschen Todesdatum Göbels und der Behauptung einer gerichtlichen Anerkennung der Prioritätsansprüche Göbels auf die Erfinderschaft wieder aufgenommen (Band 11, 2006). Der Verlag gibt das Erfindungsjahr der Glühlampe mit 1854 an und ignoriert nicht nur fehlende Belege für Göbels behauptete Leistung, sondern auch Patenterteilungen für Glühlampen in den 1840er-Jahren in England. Die aktuelle Onlineausgabe des Brockhaus (Stand 2018) stützt sich aber auf die Ergebnisse der Quellenforschung und bezeichnet frühere Darstellungen Göbels als Legende.
2007 wurde über Göbel verstärkt in Fernsehsendungen, Veranstaltungen und überregionalen Zeitungen berichtet. Viele der mit Göbel befassten Institutionen haben eine Leistungszuschreibung als Erfinder der Glühlampe als Reaktion auf die Veröffentlichungen der Quellenforschung revidiert. Beispielsweise erwähnt das Land Niedersachsen Göbel nicht mehr auf der Internetseite der Erfinderpersönlichkeiten aus dem Land. Auch das Deutsche Museum München hat die frühere Leistungszuschreibung der Glühlampenerfindung aufgehoben, während die Stadt Springe (Stand November 2017) die Erfindung der Glühlampe durch Göbel als streitbar bezeichnet und gleichzeitig die frühere Darstellung Legende nennt. Der Ortsrat von Springe entschied 2021, eine zusätzliche Messingtafel mit einem QR-Code und dem Text Heinrich Göbel wird als Sohn unserer Stadt Springe - allen Diskussionen zum Trotz - immer ein spannender Teil der Stadtgeschichte bleiben. an den Göbeldenkmälern anzubringen.
In neuerer Zeit (2012) ist die Darstellung von Göbel als entzaubertes Technikgenie und die Bewertung der Vorgänge als groteskes Kapitel der Technikgeschichte typisch für die Rezeption in den Medien. Durch Abschreibung aus von der Quellenforschung widerlegten Darstellungen wird jedoch auch die Legende weiter publiziert.

### Die Parfümflaschenlampe
Darstellungen der Göbel-Lampen als Parfümflaschenform, wie etwa auf der 2004 herausgegebenen Göbel-Briefmarke des Bundesministeriums der Finanzen, sind eine aus den 1930er-Jahren stammende Fehlinterpretation einer Göbel-Aussage von 1893. Göbel behauptete, seine Lampen seien rohrförmig und ca. 30 cm lang gewesen.
- Göbel sagte 1893: „Meine ersten Versuche in der Verfertigung von Glühlampen wurden mit kölnischen Wasserflaschen als dem gläsernen Teile gemacht. Ich versuchte, dieses Glas mit der Blasröhre zu verarbeiten, hatte aber grosse Schwierigkeiten damit, da es so zerbrechlich war und es schwer war, damit eine gut umhüllende Glasglocke zu machen.“ Zur Zeichnung der Göbel-Lampe Nr. 1 sagt er: „Die ersten Lampen dieser Art die ich verfertigte wurden aus kölnischen Wasserflaschen hergestellt, später jedoch machte ich dieselben aus Rohrglas.“ Falls es diese Lampen überhaupt vor 1879 gegeben hat, war die Lampenform seinen Angaben zufolge immer die der Zeichnung 1.
- Hermann Beckmann schrieb 1923: „Zur Herstellung der äußeren Hüllen seiner Glühlampen benutzte Göbel zuerst Gefäße, die er aus Eau-de-Cologne-Flaschen herstellte; später verwandte er dazu ein weites Glasrohr, dem er durch Blasen geeignete Form gab.“
- In den 1930er-Jahren tauchen Fehlinterpretationen als Flaschenlampe auf, etwa in der Zeitschrift Funk im Heft 4 1938: „Leere Eau de Cologne-Flaschen dienten als Glaskörper und in diese brachte er den verkohlten Streifen eines Bambusstockes“.

Seit den 1930er-Jahren gibt es je nach Weg der Informationsabschreibung unterschiedliche Darstellungen der Göbel-Aussage.
Die Entlüftung einer Flasche nach der Torricelli-Methode wäre zudem schwierig. Ein Glasrohr müsste mit Auswirkungen auf die Form der Flasche angeschmolzen und wieder abgeschmolzen werden. Die dargestellte Vakuumversieglung des auf der Göbel-Briefmarke abgebildeten Exponats war mit keinem damals bekannten Material möglich und steht zudem im Widerspruch zur Zeichnung Nr. 1 sowie zur Aussage Göbels, er habe die einleitenden Drähte in die Glashülle eingeschmolzen. Ein Kohlefaden der notwendigen Länge für die behauptete Erfindung der hochohmigen Glühlampe passt nicht in eine übliche Parfümflasche. Heutige Glühlampen haben relativ kleine Glashüllen, da die benutzten Metallfäden der notwendigen Länge in Spiralformen gebracht werden. Kohlefadenlampen der 1880er-Jahre von Edison und anderen Herstellern waren wesentlich größer als eine Parfümflasche. Das auf der Briefmarke abgebildete Exponat ist eine funktionslose Attrappe in Form einer unüblich großen Parfümflasche, was die Briefmarkenabbildung im Maßstab verzerrt. Das Glühmaterial der abgebildeten Attrappe erfüllt schon vom Durchmesser her nicht die Anforderungen an einen Glühfaden. Das Exponat ist ein physikalisch absurdes Objekt, welches die durch die Legende inspirierten Vorstellungen von Laien über frühe Glühlampen dokumentiert. Bei der Briefmarke beruht die Aussage „150 Jahre Glühlampe 2004“ allerdings auch nicht auf belastbaren Quellen.

## Ehrungen

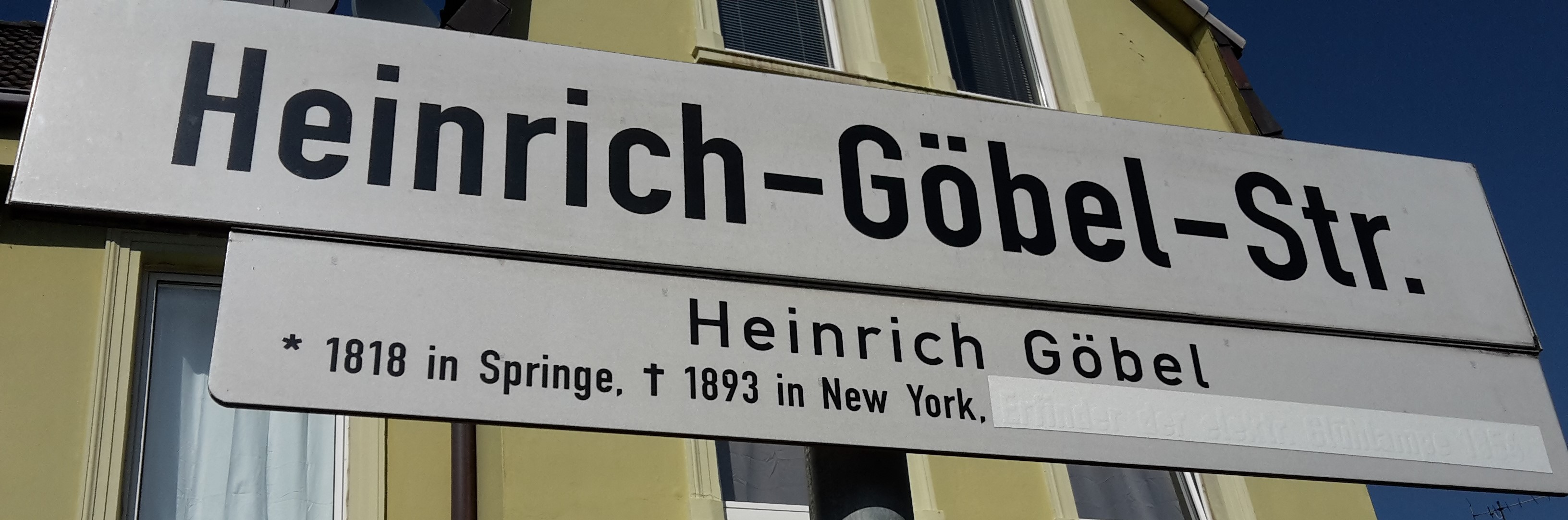
Der Ortsrat von Springe hat den Zusatz „Erfinder der Glühlampe“ an der dortigen Heinrich-Göbel-Str. überkleben lassen.

- 1929 fand eine von der Elektrotechnischen Gesellschaft Hannover initiierte Festveranstaltung zum geglaubten 75. Jahrestag der Erfindung der Glühlampe zu Ehren von Heinrich Göbel statt. Eine Gedenktafel wurde am deklarierten Geburtshaus angebracht und der damalige Deisterweg in Springe wurde in Heinrich-Göbel-Straße umbenannt.
- 1939, in der Nationalsozialistischen Zeit, wurde die neu gegründete Mittelschule und spätere Realschule in Springe nach Heinrich Göbel benannt. Die Schule wurde mit Ende des Schuljahres 2018/2019 abgewickelt und durch eine Integrierte Gesamtschule ersetzt, die nicht nach Heinrich Göbel benannt ist.
- 1954, zum geglaubten 100. Jahrestag der Glühlampenerfindung, wurde oberhalb von Springe die Göbel-Bastei mit einem Glühlampensymbol auf einem Obelisken errichtet. Das Denkmal wurde 2018 zum 200. Geburtstag von Göbel renoviert und mit LED-Leuchttechnik ausgestattet.[77] An diesem und anderen Denkmalen für Göbel in Springe sollten nach Planung 2018 zusätzliche Beschriftungsplaketten angebracht werden, die den Ergebnissen der Quellenforschung Rechnung tragen.[78] Nach langer Debatte wurde 2021 ein Messingschild mit QR-Code und dem Text Heinrich Göbel wird als Sohn unserer Stadt Springe - allen Diskussionen zum Trotz - immer ein spannender Teil der Stadtgeschichte bleiben. angebracht.
- 1967 erhielt die Heinrich-Goebel-Oberschule in Berlin-Neukölln ihren Namen, 1989 erfolgte die Umbenennung in Thomas-Morus-Oberschule.
- 1993, zum 100. Jahrestag des Todes von Heinrich Göbel, wurde ein Göbel-Denkmal am Amtsgericht in Springe aufgestellt.
- 2004, zum geglaubten 150. Jahrestag der Glühlampenerfindung, wurde die Briefmarke 150 Jahre elektrische Glühlampe von Heinrich Göbel in Deutschland herausgegeben und auf einem Heinrich Göbel gewidmeten Festakt in Springe vorgestellt.
- 2018, zum 200. Geburtstag von Göbel, fand ein Festakt in Springe statt, bei dem Göbel jedoch nicht mehr als Erfinder der Glühlampe geehrt wurde. Ein Vortrag über die Ergebnisse der Quellenforschung und die Würdigung seines Lebensweges standen im Mittelpunkt der Feier. Der Auswanderer habe sich in New York integriert, sei in die bürgerliche Gesellschaft aufgestiegen, habe acht Kinder durchgebracht, mit der Wahrheit habe er es aber nicht genau genommen.[79]
- In Barsinghausen, Bremen-Horn-Lehe, Chemnitz, Darmstadt, Gehrden, Giesen Ortschaft Ahrbergen, Grevenbroich, Gütersloh, Hamburg-Volksdorf, Hannover, Lilienthal, Lüneburg, Mühldorf, München, Münster(Hessen), Neustadt am Rübenberge, Schulenburg (Pattensen), Röthenbach, Springe und Wennigsen (Deister) wurden Straßen nach ihm benannt, in Berlin eine Straße und ein Platz. Die meisten Benennungen erfolgten zwischen 1929 und 1960. Die Benennungen kommen in den Varianten Goebelstraße, Göbelstraße, Heinrich-Goebel-Straße und Heinrich-Göbel-Straße vor. Bei weiteren Goebelstraßen, Göbelstraßen, Göbelwegen und Goebelwegen in Deutschland liegt keine Information vor, ob die Benennung nach dem geglaubten Glühlampenerfinder Heinrich Göbel erfolgte. Der Verkehrsausschuss von Bremen-Horn-Lehe hat 2017 über einen Antrag auf Umbenennung der dortigen Heinrich-Goebel-Straße beraten, der durch die Ergebnisse der Quellenforschung zu Heinrich Göbel veranlasst war, und ihn mit der Begründung, der Antrag käme nicht von den Anwohnern der Straße, abgelehnt.[80]

### Zeitschriftenartikel
- Die Fachzeitschriften für Elektrotechnik der Jahre 1893 und 1894, insbesondere The Electrical World und The Electrical Engineer, berichten in vielen Artikeln über die Patentprozesse
- Gerichtsentscheidungen in den USA werden seit 1880 im Federal Reporter veröffentlicht. Die mit der „Goebel-defense“ verbundenen Entscheidungen befinden sich in den Bänden f1.54, f1.56, f1.57, f1. 60, f1.61 und f1.65. Der Federal Reporter ist seit 2008 online verfügbar. Es folgt eine Auflistung der Namen der Fälle:
  - Edison Electric Light v. Beacon Vol. 54, S. 678
  - Edison Electric Light v. Columbia Vol. 56, S. 496
  - Edison Electric Light v. Electric, Oconto Vol. 57, S. 616
  - Electric, Oconto v. Edison Electric Light appeal Vol. 61, S. 834
  - Edison Electric Light v. Philadelphia Trust Vol. 60, S. 397
  - Philadelphia Trust v. Edison Electric Light appeal Vol. 65, S. 551
- Frank Dittmann: Heinrich Goebel – Aufstieg und Fall einer deutschen Legende. In: Technikgeschichte. 74, 2 (2007): 149–160, ISSN 0040-117X
- Hans-Christian Rohde: Die Glühlampe – eine deutsche Erfindung? Über die Heinrich-Göbel-Denkmäler in Springe am Deister. In: Hannoversche Geschichtsblätter. N.F. 74, (2020), S. 295–313, ISSN 0342-1104

### Weitere Quellen
- Die Prozessakten befinden sich in der für die jeweiligen Gerichtsorte Boston, Chicago und St. Louis zuständigen National Record Administration der USA. Die zentralen Dokumente sind die Gerichtsentscheidungen und die eidesstattliche Aussage Göbels vom 21. Januar 1893, in der er Lebensweg und elektrotechnische Arbeiten beschreibt. Teile der Akten (Abschriften der eidesstattlichen Aussagen der „Goebel-defense“, ca. 500 Seiten) befinden sich auch im Stadtarchiv Springe sowie in der Stadtbibliothek Springe. Kopien von Dokumenten aus Gerichtsarchiven der USA, die Hans-Christian Rohde für seine Dissertation beschaffte, befinden sich im Archiv des Museums Springe.
- Quellen zu den frühen Autoren der Göbel-Legende Arends und Feldhaus sind im so genannten Feldhaus-Archiv des Deutschen Technikmuseums Berlin der Öffentlichkeit zugänglich.
- Im Stadtarchiv Springe ist die acht Ordner umfassende Göbel-Sammlung von Friedrich Gisselmann für die Öffentlichkeit zugänglich. Die Sammlung enthält Kopien von Dokumenten, Kopien von Zeitungsartikeln aus den Jahren 1893 bis 2001 sowie Aufzeichnungen zu ergebnislos gebliebenen Recherchen zur Bestätigung von Aussagen Göbels. In dieser Sammlung auch vorhandene Übersetzungen sind von Laien angefertigt.